# Medidas sanitarias por la pandemia de COVID-19 en Argentina
Las medidas sanitarias en Argentina para combatir la pandemia de COVID-19 fueron una serie de decisiones estratégicas y operativas de política de salud pública para combatir la pandemia tomadas por el expresidente de la Nación Alberto Fernández y los gobernadores de provincia. Incluyeron las medidas de prevención de contagios, investigaciones y tratamientos experimentales, creación de infraestructura y abastecimiento de recursos médicos, protocolos sanitarios para los lugares de trabajo, y la campaña de vacunación contra la COVID-19 iniciada el 29 de diciembre de 2020, apuntando a estabilizar la situación mediante una combinación de varias acciones. Las dos principales medidas para mitigar la pandemia fueron el aislamiento o cuarentena de la población, denominado Aislamiento Social Preventivo y Obligatorio (ASPO) y el Distanciamiento Social Preventivo y Obligatorio (DiSPO). El ASPO abarcó inicialmente todo el territorio del país desde el 20 de marzo hasta el 26 de abril inclusive. A partir del 27 de abril se establecieron medidas segmentadas territorialmente, de aislamiento o distanciamiento, según lo exigiera la situación sanitaria de cada lugar.
Inicialmente la pandemia se concentró principalmente en el Área Metropolitana de Buenos Aires (AMBA), pero hacia la mitad del año se extendió la pandemia a todo el territorio, con excepción de la provincia de Formosa, que mantuvo un control estricto de fronteras.
Las medidas sanitarias fueron en general aceptadas por la mayoría de la población, sin perjuicio de una alta preocupación por las consecuencias económicas y sociales de la pandemia, tendiendo a decaer en el tiempo con el hartazgo que genera la situación. Algunos sectores de la población, conocidos como «los anticuarentena», se han mostrado muy críticos frente a la cuarentena y frente a las vacunas, convocando a manifestaciones públicas, "cacerolazos" y actos de desobediencia civil. A comienzos de mayo algunos observadores consideraban que en Buenos Aires y otras partes del país, sectores considerables de la población estaban incumpliendo las medidas de aislamiento y distanciamiento en una actitud de "desobediencia civil de hecho", que pudo haber influido en los rebrotes y agravamientos de la pandemia.
El 29 de diciembre de 2020 comenzó la campaña de vacunación. El presidente informó que llegarían al país 10 millones de dosis para enero de 2021, número que no se concretó debido a incumplimientos de las empresas proveedoras. A partir de marzo comenzaron a llegar vacunas y en agosto también comenzaron a producirse localmente. Hacia el 1 de octubre de 2021, 29 760 609 personas habían recibido una dosis, representando el 66,13 % de la población total del país, mientras que 22 636 279 personas, el 50,30 % de la población total, recibieron dos dosis.
Comparativamente con otros países, ninguna de las ciudades argentinas ha visto colapsado su sistema sanitario, debido a la preparación que se realizó para enfrentar a la pandemia. Al 1 de octubre de 2021 la tasa de mortalidad causada por el COVID-19 fue de 2521 fallecimientos cada millón de habitantes. Comparativamente, los registros de otros países sudamericanos son los siguientes: Perú (5945), el peor del mundo, Brasil (2785), Colombia (2450), Paraguay (2237), Chile (1940), Bolivia (1579), Ecuador (1822) y Uruguay (1736). A nivel mundial algunas de las mayores tasas de muerte corresponden a Perú (5945), Bosnia (3267), Hungría (3136), Bulgaria (3046), República Checa (2839).

## Antecedentes
El 22 de enero de 2020 China dispuso poner en cuarentena a la ciudad de Wuhan, con una población de 11 millones de habitantes, y al día siguiente hizo lo mismo con otras cuatro ciudades aledañas (Huanggang, Ezhou, Zhijiang y Chibi) en las que viven otras 9 millones de personas.
En la última semana de febrero Italia registró las primeras muertes y dispuso medidas para vigilar a las personas que podrían estar infectadas. Dos semanas después la epidemia estaba fuera control en el norte de Italia y el gobierno dispuso poner en cuarentena toda Lombardía, incluida Milán, un área con una población de 10 millones de personas, así como otras 11 provincias.
El 14 de marzo, el gobierno de España, alarmado por la cantidad de casos y muertos, decretó el estado de alarma, pero sin suspender las actividades económicas no esenciales, cosa que hizo recién dos semanas después.
El domingo 15 de marzo de 2020 Fernández mencionó que analizaba «parar la Argentina por diez días» y recomendó «si se pueden quedar en sus casas, quédense. Si en el trabajo toleran su ausencia, quédense. Todo lo que podamos hacer para evitar circular es mejor porque el virus circula porque circulamos». Hacia la noche, en conferencia de prensa desde la Quinta de Olivos, el presidente Alberto Fernández junto al jefe de Gobierno porteño Horacio Rodríguez Larreta y el gobernador de Buenos Aires, Axel Kicillof, anunció la suspensión de las clases en todo el país, el cierre de fronteras para toda persona extranjera no residente, la licencia laboral y horarios de atención específicos para todos los mayores de 60 años, y la cancelación de actividades no esenciales y de aglomeraciones, hasta el 31 de marzo; justificó las medidas porque «todo indica que tenemos que lograr minimizar la circulación del virus, que tarde lo más posible en convertirse en autóctono» y remarcó «no estamos dando 14 días de vacaciones».

## Primeras cuarentenas
El 13 de marzo el gobierno de la Provincia de Jujuy, cuando aún no tenía ningún caso, dispuso la suspensión de las clases, de los espectáculos deportivos, sociales, culturales y religiosos, y de la atención en la administración pública.
El 16 de marzo el gobierno de la Provincia de Tierra del Fuego, Antártida e Islas del Atlántico Sur dispuso la cuarentena total en su territorio.
El 17 de marzo, la Asociación del Fútbol Argentino anunció la suspensión de todas las actividades del fútbol en todas sus categorías hasta el 31 de marzo. El Ministerio de Desarrollo Social definió que la tarjeta Alimentar se entregará por correo, un bono de $3000 pesos para jubilados que perciban el haber mínimo y de $3100 pesos para los beneficiarios de la Asignación Universal por Embarazo y de la Asignación Universal por Hijo, un refuerzo de los fondos para comedores y $300 millones de pesos para la refacción de escuelas, clubes y viviendas. El Ministerio de Transporte suspendió entre el 20 y el 25 de marzo los servicios de ómnibus y trenes de larga distancia y aviones de cabotaje, y estableció desde el 19 de marzo que todos los colectivos y trenes del área metropolitana de Buenos Aires circulen únicamente con pasajeros sentados, mientras que el subte solo se detendrá en las cabeceras, estaciones de combinaciones, y estaciones esenciales. El Ministerio de Salud de la provincia de Buenos Aires restringió las visitas a pacientes internados en los 77 hospitales del territorio. El gobernador de Mendoza, Rodolfo Suárez, impuso que toda persona que ingrese a la provincia deberá estar en cuarentena por 14 días. El ministro de Defensa Agustín Rossi formó un Comité de Emergencias de Defensa para que las Fuerzas Armadas se involucren en tareas de apoyo y prevención del Coronavirus. El ministerio de Turismo y Deportes anunció el cierre de hoteles para el turismo local y solo estarán habilitados para extranjeros no residentes, hasta el 31 de marzo. El Ministerio de Economía anunció que las empresas afectadas no pagarán aportes patronales y que habrá precios de referencia para 50 rubros de la canasta básica al 6 de marzo. La ciudad de Mar del Plata dispuso el cierre de espacios recreativos, comercios y restaurantes. El Ministerio de Trabajo amplió las licencias excepcionales a mayores de 60 años, embarazadas, personas con afecciones crónicas y personas que deben cuidar a sus hijos.
El presidente Fernández remarcó que «no estamos dando licencia para que vayan a pasear, es para que nos cuidemos, a nosotros y a nuestros hijos. Quédense en sus casas» y que los que viajaron al exterior cumplan con la cuarentena porque «necesitamos que no haya imbéciles que siguen circulando cuando llegaron de viaje». Además, advirtió que será «inflexible» con los controles de precios y que «voy a usar el aparato del Estado en favor de la gente. Sépanlo, no voy a tolerar a los pícaros. Lo que pasó con el alcohol en gel y los barbijos son ejemplos»
El 17 de marzo el gobierno de la Provincia del Chaco, con once casos confirmados y 48 más sospechosos, ordenó cerrar las fronteras provinciales y establecer la cuarentena obligatoria de toda la población. Ese mismo día, el gobierno de la Provincia de Santiago del Estero recomendó a la población que no realizara tareas esenciales mantenerse en cuarentena en sus casas.
Siempre el 17 de marzo, el gobierno de Jujuy, al conocerse el primer caso positivo en la provincia, endureció las medidas, prohibiendo la permanencia en espacios públicos y recomendando a la población permanecer en sus casas y no salir a trabajar, salvo servicios esenciales. El gobernador Gerardo Morales se mostró enojado ante la falta de cumplimiento de las medidas de prevención por parte de un sector de la población:

Algunos creen que son vacaciones. La verdad, hay gente que tiene que dejarse de joder.
Gerardo Morales

Otras provincias como Mendoza, Salta, Santa Fe y Misiones, también tomaron medidas para reducir la circulación de personas.

## Aislamiento Social Preventivo y Obligatorio (ASPO)

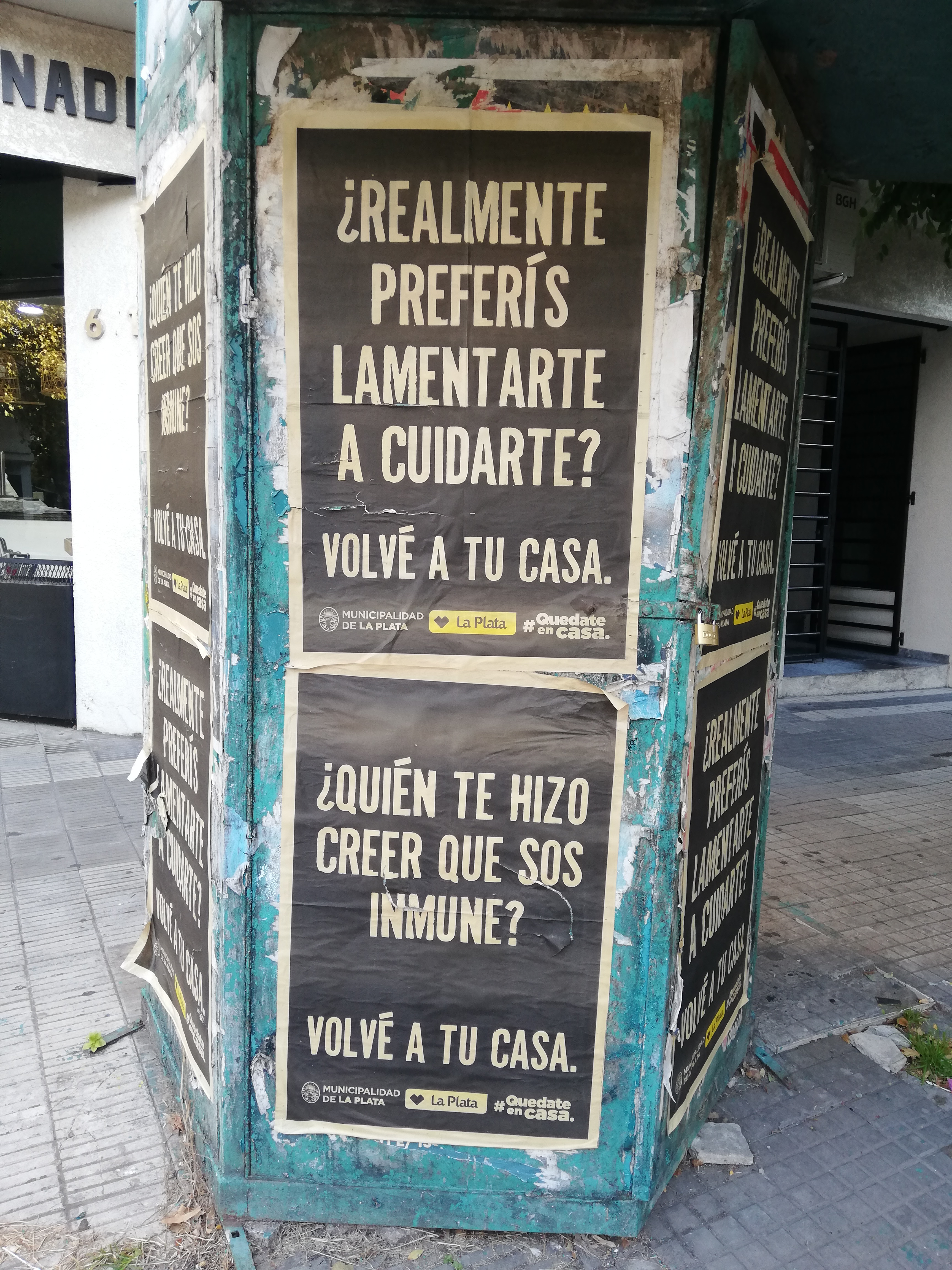
Afiches en la vía pública de la Municipalidad de La Plata instando a los ciudadanos a permanecer en sus hogares.

El 19 de marzo en el encuentro por la aplicación del Aislamiento Social Preventivo y Obligatorio, todos los gobernadores estuvieron de acuerdo con la medida anunciada y anticiparon las que están tomando en cada distrito para evitar que se desborde el sistema de salud. Además del presidente, hablaron los ministros de salud Ginés González García y de desarrollo productivo Matías Kulfas, quien anticipó que el Gobierno implementaría en breve un paliativo para trabajadores informales y monotributistas.
El paquete incluyó un pago de emergencia por única vez de 10.000 pesos (US$ 146) a personas de bajos ingresos que se vieran afectadas, incluyendo los jubilados. Debido a que la lista de empresas que se consideran esenciales en el decreto de cuarentena de Fernández excluía a los bancos, estos permanecieron cerrados hasta que el Banco Central anunció que abrirían durante el fin de semana del  3 de abril. A partir del 5 de marzo el Gobierno anunció escalonadamente una serie de medidas económicas destinadas a atenuar el impacto económico sobre el nivel de actividad. Las primeras decisiones llegaron de la mano de los anuncios del Ministro de Economía, Martín Guzmán, y el de Desarrollo Productivo, Matías Kulfas. Entre las primeras medidas estuvieron eximir del pago de contribuciones patronales a los sectores de esparcimiento. cines y teatros y restaurantes, el transporte de pasajeros y los hoteles. Un refuerzo para el seguro de desempleo y una ampliación en Programa de Recuperación Productiva (Repro): se pagará una parte del salario de los trabajadores.
Debido al nivel bajo de penetración bancaria la decisión de abrir bancos por solo tres días en horario reducido provocó que miles de jubilados (el grupo de mayor riesgo del coronavirus) acudieran a los bancos para retirar su pago mensual y el pago de emergencia. Días después se llegó a un acuerdo con las empresas tecnológicas para conectar las billeteras virtuales que existen actualmente en el mercado con la ANSES para el pago de beneficios sociales. En el momento existen 6,5 millones de cuentas virtuales (CVU) que permiten realizar diversas actividades comerciales y financieras sin necesidad de estar bancarizado ni contar con una tarjeta física.
Sin embargo, la situación se normalizó con operativos destinados a organizar los pagos y minimizar el contacto social.

## Fases
Las medidas de cuarentena y distanciamiento establecidas en la Argentina fueron graduadas en cinco fases, dependiendo de la velocidad de contagio en cada lugar, diagramadas por el Ministerio de Salud. Cada fase tiene como objetivo reducir la movilidad social: la fase 1, la más estricta, busca reducir la movilidad social en un 90 %, mientras que la fase cinco, la más flexible, contempla un movilidad reducida, pero siempre en un 75 % o más de la movilidad existente en tiempos sin pandemia. Las fases 1 a 3 son fases de cuarentena (aislamiento), mientras que las fases 4 y 5 son fases de distanciamiento (sin cuarentena). Dependiendo la situación en cada región, ciudad e incluso barrio, la fase puede variar en el sentido de una mayor o menor movilidad, incluso retrotrayendo a una fase anterior, en caso de que empeore la situación epidemiológica.
Para compensar parcialmente la detención de los intercambios económicos, se establecieron diversas medidas destinadas a transferir ingresos a los trabajadores y empresas afectadas, con el fin de permitir que la población pueda adquirir alimentos y demás bienes indispensables y evitar la destrucción de los puestos de trabajo.
Se informó a la población que el Código Penal, contemplaba dos delitos vinculados al no cumplimientos de las medidas sanitarias:
- propagar intencionalmente una enfermedad peligrosa y contagiosa (art. 202, prisión de tres a quince años)
- incumplir medidas para impedir la introducción o propagación de una epidemia (art. 205, prisión de seis meses a dos años)

Varias personas que no cumplieron las disposiciones sanitarias fueron encausadas y en algunos casos detenidas brevemente o conducidas a lugares de cuarentena. En caso de transitar sin autorización en un vehículo, la práctica fue secuestrar el vehículo hasta el pago de la multa.
Las calles fueron controladas por la Prefectura, la Gendarmería, la Policía Federal y policías provinciales.

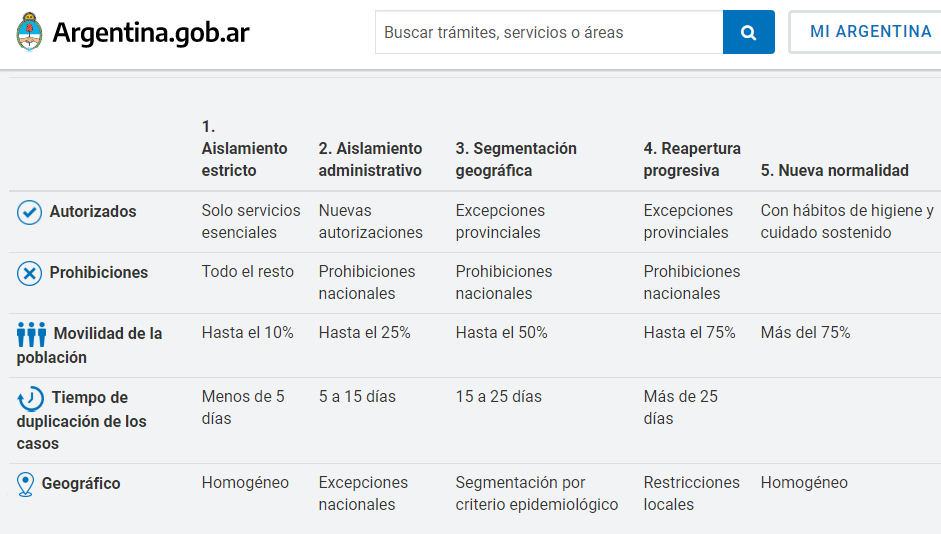
Gráfico oficial de la Presidencia de la Nación describiendo las cinco fases de aislamiento y distanciamiento previstas para combatir el Covid-19.

### Fase 1: aislamiento estricto
La fase 1, de aislamiento estricto, busca reducir al mínimo posible la circulación de personas y los contactos estrechos entre las mismas, ante la falta de una vacuna contra el virus. Está prevista para momentos de alta contagiosidad y crecimiento exponencial de los casos. Se impuso en todo el país, de manera obligatoria, a partir del día 20 de marzo y se mantuvo hasta el día 12 de abril. A partir de ese día, cada provincia y cada ciudad, quedaron facultadas para pasar a fases de mayor movilidad social, según la situación infectológica en cada lugar y las medidas sanitarias previstas. Progresivamente, todas las provincias y ciudades fueron saliendo de la fase 1, de máximo aislamiento. Promediando el mes de junio, ninguna parte del país estaba en fase 1, pero a fin de mes, el agravamiento de la situación llevó a que algunas áreas (AMBA, Jujuy, Chaco) volvieran a fase 1.

#### Restricciones y cuidados
- Lugares de trabajo: cerrados con excepciones estrictamente pautadas. Muchos trabajos comenzaron a realizarse en forma virtual.
- Educación: cierre de todas las instituciones educativas. Se estableció un amplio sistema de educación virtual en todos los niveles.
- Circulación restringida: La población general solo puede concurrir a negocios cercanos a sus hogares, para proveerse de bienes esenciales. La circulación por la ciudad, más allá de la zona cercana al hogar, solo se permite para personas que deben realizar tareas esenciales o exceptuadas por razones de necesidad. Se estableció un sistema de autorizaciones por internet, para acreditar dicha situación.
- Restaurantes y centros gastronómicos: cerrados. Se expandió la venta telefónica o electrónica y la entrega de alimentos elaborados a domicilio.[38]
- Peluquerías, clubes, discotecas, etc.: cerrados.
- Cines y teatros: cerrados.
- Espectáculos deportivos y musicales: cerrados.
- Hoteles: cerrados.
- Turismo: no permitido.
- Actividades recreativas, deportivas y sociales: no autorizadas. Entre ellas se incluyeron las celebraciones de cumpleaños y bodas, así como la reunión de cantidades significativas de personas en velorios y entierros.
- Transporte: se establecieron restricciones a la capacidad y frecuencia del transporte público colectivo, con el fin de evitar el contacto físico.
- Se estableció como regla general el uso obligatorio de tapabocas, en la calle y comercios.
- Se estableció como regla general preservar un metro y medio de distancia entre personas.
- En los comercios de venta de productos esenciales, se establecieron restricciones a la cantidad de personas que pueden ingresar simultáneamente.
- En las empresas y reparticiones productoras de bienes y servicios esenciales, se exigieron estrictos protocolos sanitarios para evitar contagios.

#### Excepciones
Las normas sobre la cuarentena obligatoria de la población, establecieron también una lista de personas que por sus tareas o funciones, quedaban exceptuadas de la obligación de permanecer en su domicilio. Básicamente se trató de personas y funciones relacionadas con servicios esenciales o urgentes.  
- Personal de Salud, Fuerzas de Seguridad, Fuerzas Armadas, actividad migratoria, servicio meteorológico nacional, bomberos y control de tráfico aéreo.
- Autoridades superiores de los gobiernos nacional, provinciales, municipales y de la Ciudad Autónoma de Buenos Aires Trabajadores y trabajadoras del sector público nacional, provincial, municipal y de la Ciudad Autónoma de Buenos Aires, convocados para garantizar actividades esenciales requeridas por las respectivas autoridades.
- Personal de los servicios de justicia de turno, conforme establezcan las autoridades competentes.
- Personal diplomático y consular extranjero acreditado ante el gobierno argentino, en el marco de la Convención de Viena sobre Relaciones Diplomáticas y la Convención de Viena sobre Relaciones Consulares y al personal de los organismos internacionales acreditados ante el gobierno argentino, de la Cruz Roja y Cascos Blancos.
- Personas que deban asistir a otras con discapacidad; familiares que necesiten asistencia; a personas mayores; a niños, a niñas y a adolescentes.
- Personas que deban atender una situación de fuerza mayor.
- Personas afectadas a la realización de servicios funerarios, entierros y cremaciones. En tal marco, no se autorizan actividades que signifiquen reunión de personas.
- Personas afectadas a la atención de comedores escolares, comunitarios y merenderos.
- Personal que se desempeña en los servicios de comunicación audiovisuales, radiales y gráficos.
- Personal afectado a obra pública.
- Supermercados mayoristas y minoristas y comercios minoristas de proximidad. Farmacias. Ferreterías. Veterinarias. Provisión de garrafas.
- Industrias de alimentación, su cadena productiva e insumos; de higiene personal y limpieza; de equipamiento médico, medicamentos, vacunas y otros insumos sanitarios.
- Actividades vinculadas con la producción, distribución y comercialización agropecuaria y de pesca.
- Actividades de telecomunicaciones, internet fija y móvil y servicios digitales.
- Actividades impostergables vinculadas con el comercio exterior.
- Recolección, transporte y tratamiento de residuos sólidos urbanos, peligrosos y patogénicos.
- Mantenimiento de los servicios básicos (agua, electricidad, gas, comunicaciones, etc.) y atención de emergencias.
- Transporte público de pasajeros, transporte de mercaderías, petróleo, combustibles y GLP.
- Reparto a domicilio de alimentos, medicamentos, productos de higiene, de limpieza y otros insumos de necesidad.
- Servicios de lavandería.
- Servicios postales y de distribución de paquetería.
- Servicios esenciales de vigilancia, limpieza y guardia.
- Guardias mínimas que aseguren la operación y mantenimiento de Yacimientos de Petróleo y Gas, plantas de tratamiento y/o refinación de Petróleo y gas, transporte y distribución de energía eléctrica, combustibles líquidos, petróleo y gas, estaciones expendedoras de combustibles y generadores de energía eléctrica.
- S.E. Casa de Moneda, servicios de cajeros automáticos, transporte de caudales y todas aquellas actividades que el Banco Central disponga imprescindibles para garantizar el funcionamiento del sistema de pagos.[39]
- Bancos: la actividad bancaria estuvo inicialmente excluida de los servicios esenciales, pero luego el gobierno revaluó la decisión con el fin de incluirla. Se dispuso que la atención al público fuera realizada “exclusivamente con sistema de turnos”, y que el Banco Central pueda “ampliar o restringir días y horarios de atención”, y con sentido de “grupos exclusivos o prioritarios de personas a ser atendidas”.

### Fase 2: aislamiento administrado
La Fase 2 mantiene la cuarentena (aislamiento), pero aumenta las tareas y funciones exceptuadas de la obligación de permanecer en el domicilio:
- Venta de insumos y materiales de la construcción provistos por corralones.
- Actividades vinculadas con la producción, distribución y comercialización forestal y minera.
- Curtiembres, aserraderos y fábricas de productos de madera, fábricas de colchones y fábricas de maquinaria vial y agrícola.
- Actividades vinculadas con el comercio exterior: exportaciones de productos ya elaborados e importaciones esenciales para el funcionamiento de la economía.
- Exploración, prospección, producción, transformación y comercialización de combustible nuclear.
- Servicios esenciales de mantenimiento y fumigación.
- Mutuales y cooperativas de crédito, mediante guardias mínimas de atención, al solo efecto de garantizar el funcionamiento del sistema de créditos y/o de pagos.
- Inscripción, identificación y documentación de personas.[40]
- Discapacidad: Las personas con discapacidad y autismo pudieron circular, en forma acotada en tiempo y espacio, acompañadas de las personas que las asistan para tener un momento de recreación en la zona de cercanía, según explicó Alberto Fernández.
- Talleres y gomerías: Se habilitó el funcionamiento de talleres para mantenimiento y reparación de automotores, motocicletas y bicicletas, exclusivamente para transporte público, vehículos de las fuerzas de seguridad y fuerzas armadas, vehículos afectados a las prestaciones de salud o al personal con autorización para circular, conforme la normativa vigente.

### Fase 3: segmentación geográfica
La Fase 3 mantiene la cuarentena (aislamiento), pero contempla la posibilidad de segmentar geográficamente la situación sanitaria, con el fin de establecer áreas, barrios, ciudades o regiones dentro de las provincias, que pueden funcionar bajo fases distintas. Amplía la cobertura del transporte público y permite nuevas actividades comerciales y recreativas.
- Transporte: El cronograma de los servicios de transporte público tanto ferroviario como automotor tuvieron sus frecuencias y programaciones “normales y habituales correspondientes a la hora valle del día de la semana de que se trate”. De todos modos, se mantuvieron las medidas adoptadas anteriormente, como no permitir pasajeros parados tanto en trenes como colectivos.
- Librerías: En relación con la venta de artículos de librería e insumos informáticos, la norma del Ejecutivo estableció que podrían operar “exclusivamente bajo la modalidad de entrega a domicilio” y “en ningún caso se podrá realizar atención al público”.[41]

### La Fase 4: distanciamiento

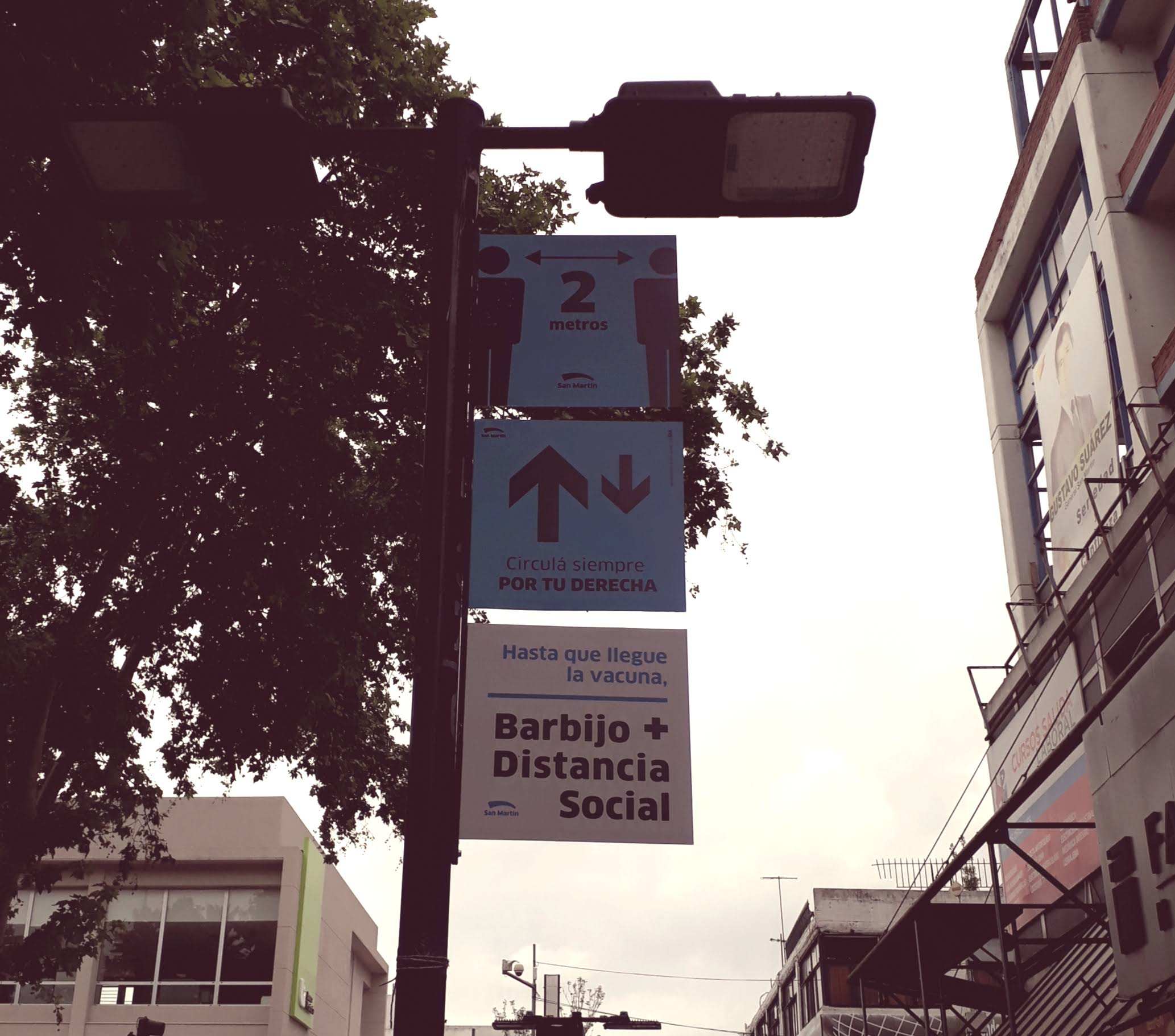
Señalética sobre medidas de distanciamiento por COVID 19 en Argentina

Pone fin a la cuarentena (aislamiento) y da inicio a una situación intermedia llamada "distanciamiento", que tiene como fin permitir que las personas salgan de sus hogares, pero sin generar agrupamientos que puedan causar un rebrote. Sigue prohibida la concurrencia a los establecimientos educativos, espectáculos públicos, lugares de esparcimiento a puertas cerradas (restaurantes, cines, teatros). También se establece una protección especial para las personas más vulnerables al Covid-19 (mayores de 60 años, hipertensas, con afecciones respiratorias previas, inmunodeprimidas, etc.).

### Fase 5: nueva normalidad
La Fase 5, llamada de "nueva normalidad", es una segunda fase de "distanciamiento" hasta que se encuentre una cura definitiva contra el Covid-19. Busca abrir al máximo posible las actividades sociales, pero evitando las situaciones de contagio, con el fin de que no se produzca un nuevo brote.

## Cronología

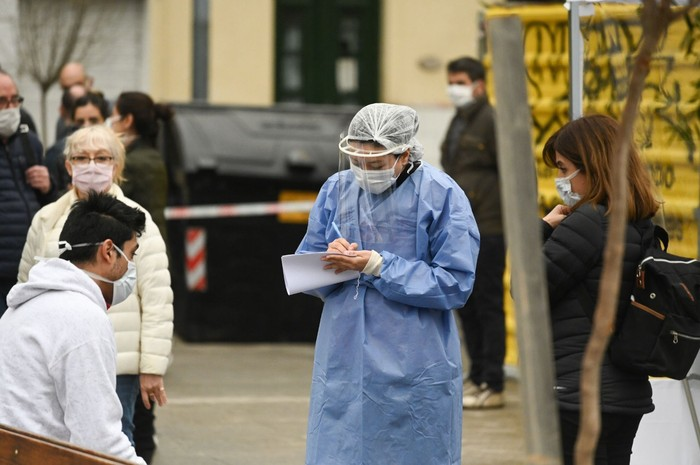
Plan Detectar en la Ciudad de Buenos Aires.

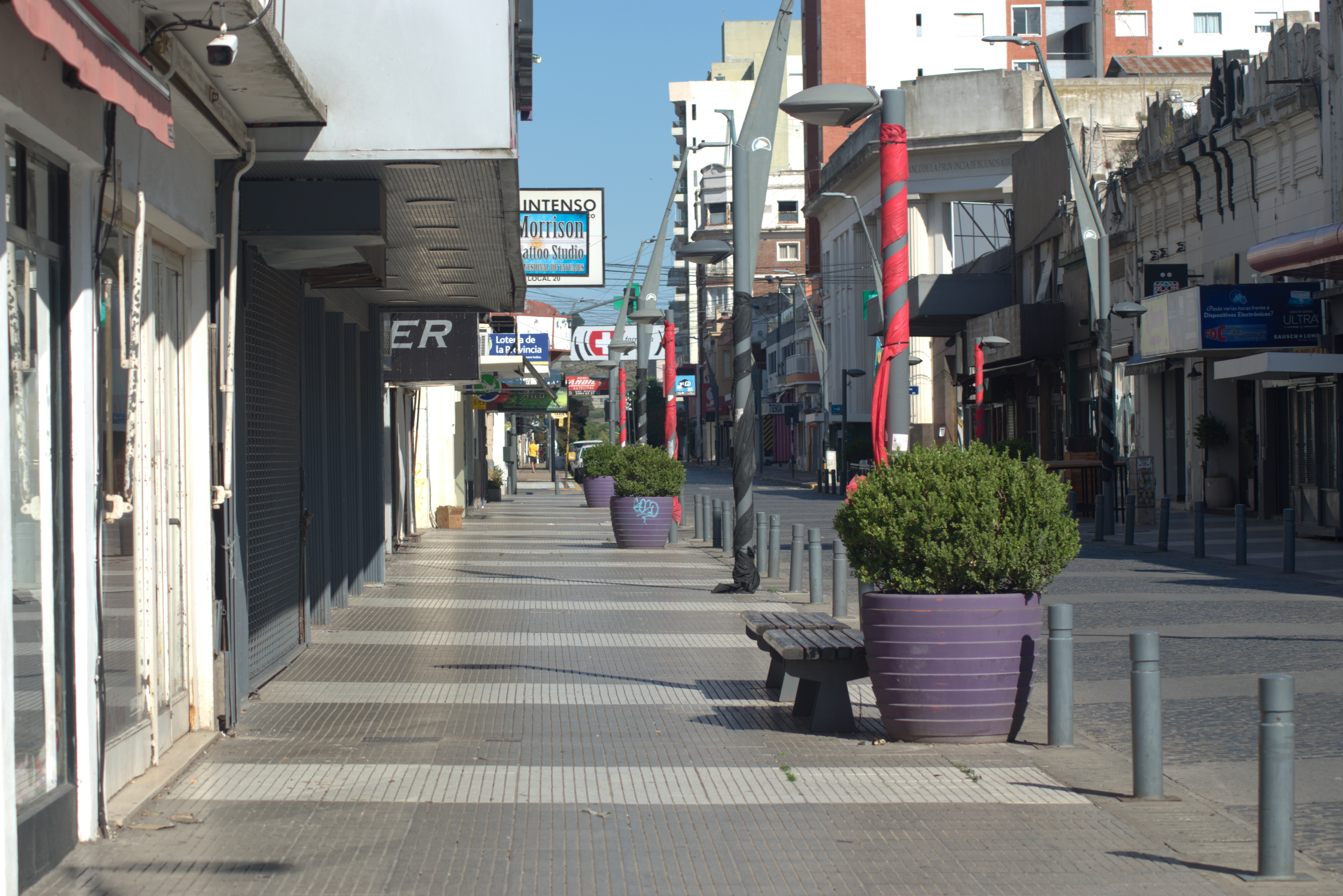
La calle 9 de Julio de Tandil vacía con solo un peatón yendo a comprar comestibles (29 de marzo de 2020).

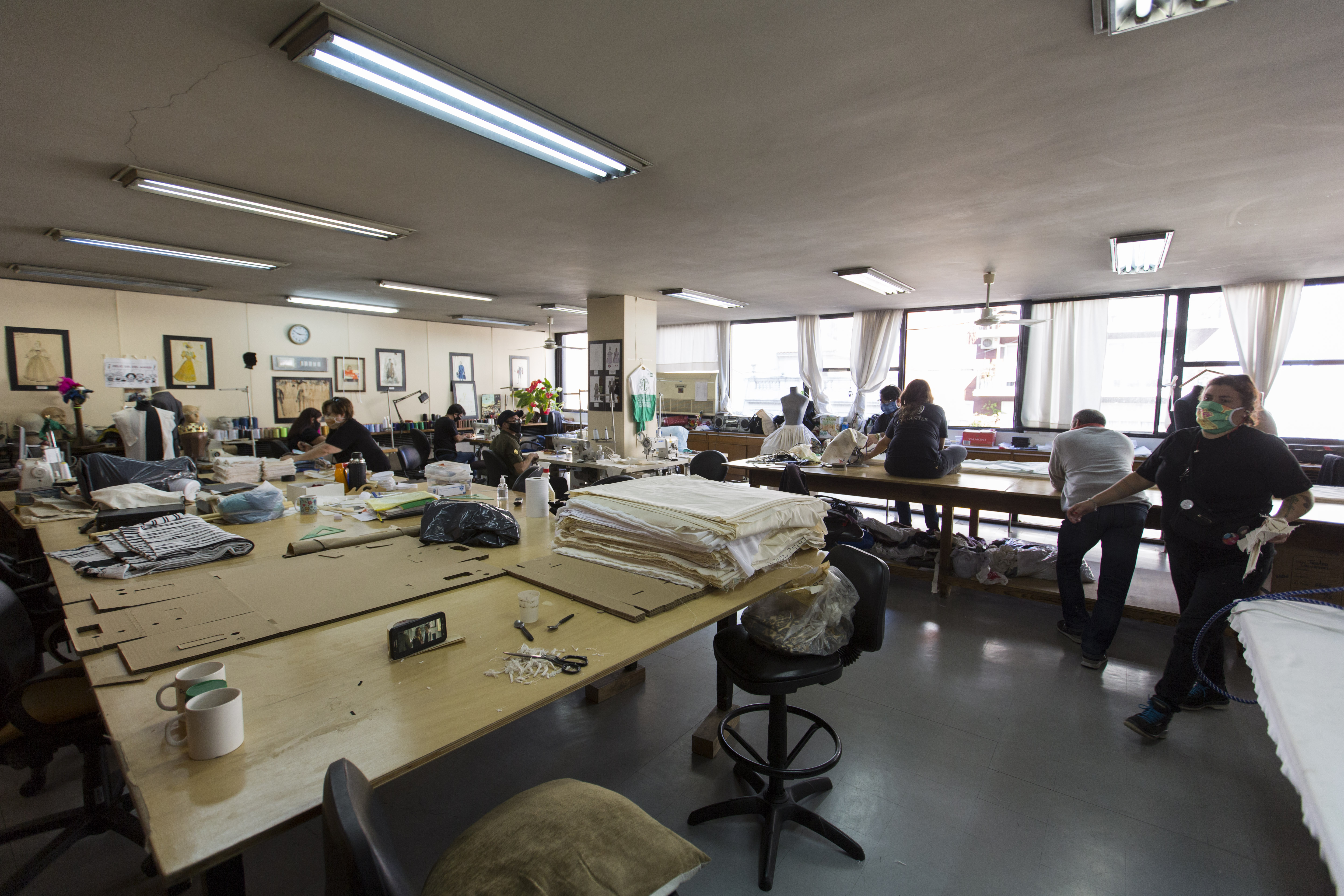
Trabajadores del Teatro Nacional Cervantes confeccionan mascarillas para distribuir en zonas necesitadas (20 de abril de 2020).

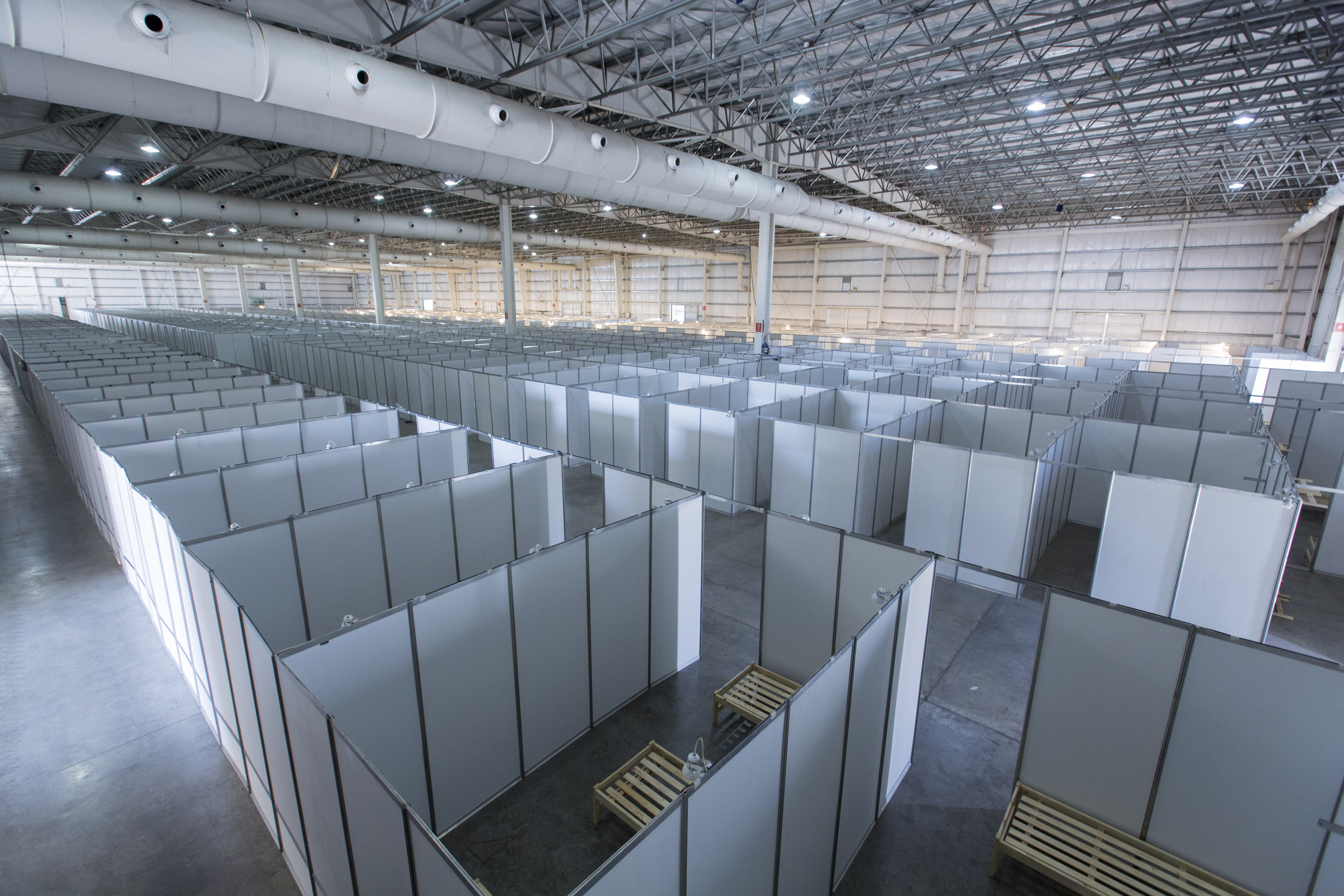
Hospital de campaña en Tecnópolis (30 de abril de 2020).

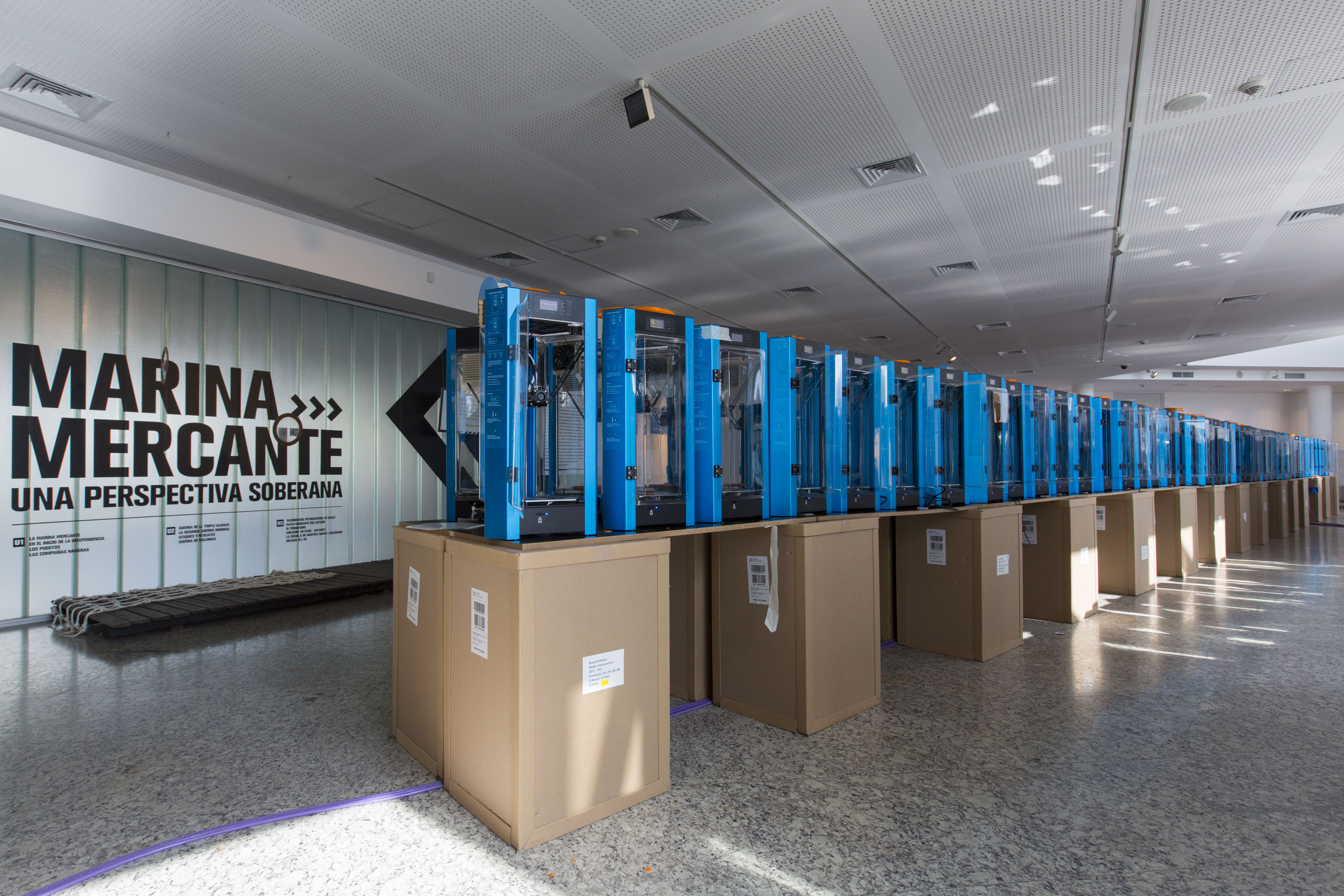
Fabricación de máscaras con impresoras 3D en el Museo Malvinas (11 de mayo de 2020).

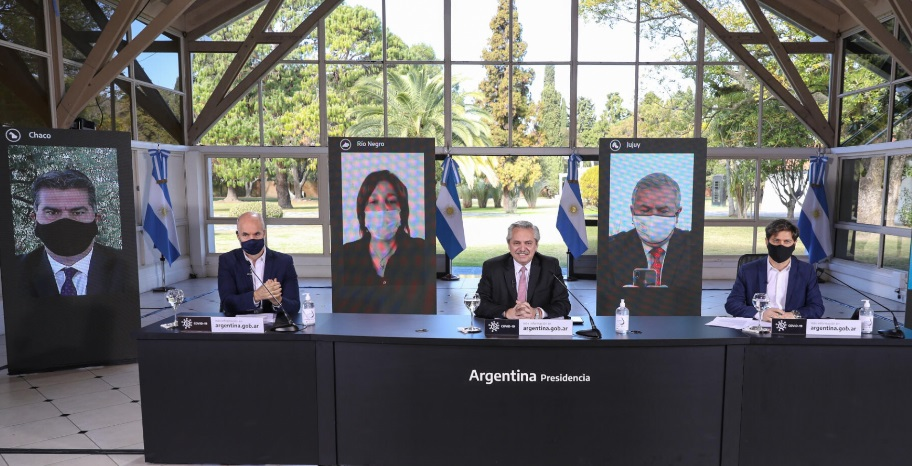
Conferencia de prensa del 17 de julio de 2020. El presidente Alberto Fernández (centro), acompañado a su derecha por Horacio Rodríguez Larreta (jefe de Gobierno de la Ciudad de Buenos Aires); a su izquierda Axel Kicillof (gobernador de la Provincia de Buenos Aires). Atrás por streaming: a la izquierda de la imagen Jorge Capitanich (gob. Chaco), centro Arabela Carreras (gob. Río Negro) derecha Gerardo Morales (gob. Jujuy).

### 2020

#### Del 20 al 31 de marzo
En la reunión del 13 de marzo en la Quinta de Olivos, en la que el presidente Alberto Fernández abrió el debate sobre el DNU 297/2020 a los gobernadores. Los gobernadores Omar Perotti y Gerardo Zamora sugirieron imponer el estado de sitio para prevenir desbordes sociales, pero la medida no contó con consenso.
El 19 de marzo Fernández dio entonces su discurso anunciando que implementaría el aislamiento obligatorio. Lo acompañaron, parados a su lado, dos mandatarios de la oposición, el Jefe porteño Horacio Rodríguez Larreta y el gobernador de Jujuy, Gerardo Morales. Al día siguiente habló con la vicepresidenta Cristina Fernández.
En ese mismo texto, el presidente describió a la pandemia y su intento de mitigación así: “Será la prueba más exigente que la Argentina haya tenido en lo que va del siglo”.
El 20 de marzo el presidente Alberto Fernández emitió el decreto prohibiendo a toda la ciudadanía abandonar sus hogares con la excepción de salir a comprar alimentos o medicinas, hasta el 31 de marzo. La orden de cuarentena obligatoria entró en vigencia a partir de la medianoche.
"Deberán someterse al aislamiento social preventivo y obligatorio", declaró el mandatario. "Eso quiere decir que, a partir de ese momento, nadie puede moverse de su residencia. Todos tienen que quedarse en sus casas". Fernández hizo el anuncio durante una rueda de prensa en la Ciudad de Buenos Aires.
El presidente explicó que era hora de que se entendiera que lo hacían para el bien de todos los argentinos. Añadió que "vamos a ser absolutamente inflexibles" y que la persona que no pueda explicar la razón de estar en la calle se verá sometida a las sanciones que el código penal prevé, advirtió.
Fernández reconoció que necesariamente habrá una lentitud económica, pero llamó a la "tranquilidad" a los sectores informales y los autónomos, para quienes el gobierno anunció medidas.
Hasta el momento, Argentina había registrado 128 casos confirmados de coronavirus y 3 muertos por la pandemia.
Para incentivar que la gente se quede en casa, y ayudar a quienes seguían saliendo a la calle para ir a sus trabajos, el presidente informó que se agregarán dos feriados al período de cuarenta. Para ello, se adelantó el feriado del 2 de abril al martes 31 de marzo, y ese lunes fue decretado "feriado puente".[cita requerida]
La Gendarmería Nacional, la Policía Federal, la Prefectura Naval, la Policía Metropolitana, y los agentes de seguridad de las provincias y municipios tienen orden para arrestar, secuestrar los autos y someter a la Justicia penal a quienes rompan el aislamiento obligatorio impuesto por el Decreto de Necesidad y Urgencia (DNU) 297/2020.
El 21 de marzo, la ministra de Seguridad, Sabina Frederic, afirmó en una entrevista con CNN Radio que el Gobierno “no descarta” instrumentar “el estado de sitio”, una medida más extrema, en la que se suspenden las garantías constitucionales y le otorga poderes especiales al Presidente, según dicta la Constitución, para evitar incidentes en casos de conmoción interna. Frederic explicó que se evitará todo lo que se pueda para no tener que utilizar la respectiva medida.
El ministerio de Seguridad informó que el sábado se detuvieron, entre la Capital Federal y el conurbano bonaerense, a 1200 personas acusadas de haber violado la regla del aislamiento obligatorio. No pudieron justificar por qué habían salido de sus casas. Con las provincias, la cifra llega a 3.200. Además, los agentes de Seguridad secuestraron más de 300 vehículos.
En diálogo con Clarín, el presidente Alberto Fernández explicó que el incumplimiento de las normas establecidas para combatir la pandemia constituían un delito tipificado en el Código Penal: “El que incumple va a ser castigado como está previsto. Será perseguido penalmente”. El Código Penal argentino contempla en su art. 205, el siguiente delito contra la salud pública: "Será reprimido con prisión de seis meses a dos años, el que violare las medidas adoptadas por las autoridades competentes, para impedir la introducción o propagación de una epidemia".

#### Del 1 de abril al 10 de mayo
El 29 de marzo, mediante un comunicado oficial, el presidente reveló: "He tomado la decisión de que vamos a prolongar la cuarentena hasta que termine Semana Santa" en un mensaje pasadas las 22 horas. Agregó que "los resultados iniciales son buenos, nos alientan a seguir este camino". Dos horas antes se había conocido que el domingo fueron detectados 75 nuevos casos de la enfermedad, un poco más de los 55 reportados el día anterior. Pero lo importante sigue siendo la llamada "curva de contagios". "Es una pandemia que es espeluznante ver la velocidad que crece", sostuvo, antes de afirmar que mientras la transmisión sea controlable, "nos ayuda a proveernos de insumos".
El día 10 de abril el presidente Alberto Fernández comunicó la extensión por segunda vez de la cuarentena obligatoria para toda la República Argentina, hasta el 26 de abril inclusive.

A mediados de abril el ministro de Obras Públicas de la Nación, Gabriel Katopodis, informó sobre el estado de los doce hospitales que estaban para hacerle frente al coronavirus que brindarán mil camas, 350 de terapia intensiva y otras de terapia intermedia. El Ministerio de Obras Públicas destino $1040 millones para la construcción y equipamiento completo de estas unidades sanitarias adecuadas y se ampliaron a 12 los hospitales modulares a construir en distritos como General Rodríguez, Mar del Plata, Quilmes y Moreno, por lo que el Ministerio de Obras Públicas invirtió $1560 millones. En un principio iban a ser ocho, pero luego se decidió sumar otros.
El 25 de abril, Alberto Fernández volvió a extender la cuarentena, solo para los aglomerados con más de 500.000 personas. La medida además fue flexibilizada para permitir salidas recreativas de una hora por día y en un radio de 500 metros de las residencias, debiendo los niños ser acompañados por sus progenitores o adolescentes.

#### Del 11 de mayo al 7 de junio
El presidente Fernández dispone el fin la cuarentena para todo el territorio de Argentina, pasando a la fase 4 (distanciamiento), con excepción de Área Metropolitana de Buenos Aires que sigue en la fase 3.
El 23 de mayo el presidente Fernández prorroga la cuarentena en el AMBA y otras tres áreas urbanas hasta el 7 de junio inclusive.

#### Del 8 de junio al 17 de julio
El 4 de junio el presidente Fernández anunció que 18 provincias finalizaban la cuarentena sobre todo su territorio y pasaban a un régimen de «distanciamiento» con protocolos sanitarios. Solo cuatro áreas urbanas mantuvieron el aislamiento: el Área Metropolitana Buenos Aires (AMBA), el Departamento San Fernando de la Provincia del Chaco, el Departamento Rawson de la Provincia del Chubut y el Área Metropolitana Córdoba. Pocos días después se sumaron dos más, los departamentos de Bariloche y General Roca de la Provincia de Río Negro.
El día 29 de junio el presidente Fernández dictó el DNU N.º 576/2020, estableciendo las reglas de “Distanciamiento social, preventivo y obligatorio” (DSPO). El Decreto informa que al día de su sanción se encontraban sin cuarentena, en situación de distanciamiento todo el territorio de las provincias de Catamarca, Chubut, Córdoba, Corrientes, Entre Ríos, Formosa, Jujuy, La Pampa, La Rioja, Mendoza, Misiones, Salta, San Juan, San Luis, Santa Cruz, Santa Fe, Santiago del Estero, Tierra del Fuego, Antártida e Islas del Atlántico Sur y Tucumán (19 distritos autónomos sobre 24). En cuatro provincias (Buenos Aires, Chaco, Neuquén y Río Negro) se prorrogó la cuarentena en cuatro centros urbanos y se estableció el distanciamiento en el resto del territorio. En la Ciudad de Buenos Aires se prorrogó la cuarentena en todo el territorio.
En la etapa de distanciamiento se permiten las reuniones sociales y deportes que requieran diez personas o menos, siempre que se mantengan las precauciones sanitarias y de distancia.

#### Del 18 de julio al 2 de agosto
El 17 de julio una nueva conferencia de prensa se realizó en la residencia presidencial de Olivos, encabezada por el presidente Alberto Fernández, acompañado por el jefe de Gobierno de la Ciudad de Buenos Aires Horacio Rodríguez Larreta y los gobernadores de las provincias de Buenos Aires, Chaco, Río Negro y Jujuy, Axel Kicillof, Jorge Capitanich,  Arabela Carreras y Gerardo Morales. El presidente y los gobernadores llamaron a la población a tomar conciencia de la gravedad de la situación y el momento crítico que atravesaba la pandemia en el AMBA, el Chaco, Jujuy y Río Negro, y la necesidad de respetar las normas sanitarias.
En la Ciudad de Buenos Aires el 20 de julio reabrieron las siguientes actividades (al fin de ese día el promedio de contagios en los últimos 7 días en el AMBA era un poco superior a los 3000): Comercios barriales, de cercanía, galerías barriales (excluye indumentaria y calzado) con DNI según el día (número par, día par; número impar, días impares, Gastronomía: para llevar, Administrativos de instituciones educativas, actividad física individual de 18 a 10, por terminación de número de DNI, Escribanos, Streaming de música.
Martes 21
- Salidas recreativas de chicos: se amplían a los martes, jueves, sábado y domingo, de 10 a 18, sin restricción por día según el DNI, a 500 metros del domicilio de residencia, con distanciamiento social y uso de tapabocas para mayores de 6 años y duración máxima de 60 minutos por día.
- Apertura de plazas y parques sin permanencia, sin uso de patio de juegos ni postas aeróbicas.

Miércoles 22
- Comercios de cercanía y galerías barriales se suman a los comercios de indumentaria y calzado barriales; según terminación de DNI para los clientes.
- Culto: apertura para tareas administrativas, celebraciones en línea y rezo individual con aforo y tope (máximo de 10 personas a la vez en un mismo templo).
- Apertura de lavaderos de autos.
- Paseadores de perros autorizados.
- Autorización para la industria del juguete

Sábado 25
- Habilitadas las mudanzas, solo los fines de semana

Lunes 27 (al fin de ese día, mitad de esta quincena, el promedio de contagios en los últimos 7 días en el AMBA superaba los 4500)
- Salidas recreativas con niños: se extienden a todos los días de 10 a 18, una hora por día.
- Abogados autorizados a trabajar en sus estudios
- Apertura de galerías de arte, con turno previo

El miércoles 29 de julio : Peluquerías, salones de depilación, manicura y pedicura, Psicólogos, Psicopedagogos, Terapistas ocupacionales, Kinesiólogos que trabajan con trastornos del neurodesarrollo y para la tercera edad, Fonoaudiólogos que trabajan con trastorno del espectro autista (TEA).
Lunes 3 de agosto (al fin de ese día el promedio de contagios en los últimos 7 días en el AMBA era muy cercano a los 5000)
- Comercios de cercanía en avenidas de alta circulación, incluye los rubros de indumentaria y calzado con DNI según el día. No incluye a los Centros de Trasbordo como Liniers, Retiro y Constitución, y la calle Avellaneda y zona de Once.

En la Provincia de Buenos Aires: Desde el lunes 20 se habilitan las fábricas, con transporte propio. (al fin de ese día el promedio de contagios en los últimos 7 días en el AMBA era un poco superior a los 3000)
Desde el miércoles 22, los comercios de cercanía -de venta por menor y comercios de textiles- y las agencias de juego oficiales.
Desde el lunes 27 (al fin de ese día, mitad de esta quincena, el promedio de contagios en los últimos 7 días en el AMBA superaba los 4500), se permitirán las mudanzas y los servicios inmobiliarios. A partir de esa fecha también se autorizarán los servicios jurídicos, notariales, de contaduría y auditoría. Además, quedarán habilitados a trabajar los profesionales de la salud que no podían hasta ahora y "los servicios de mantenimiento de hogares" (como los de jardineros y pileteros). Es en esta fecha que podrán abrir sus puertas las peluquerías y los centros de estética.

#### Del 3 al 16 de agosto
Al llegar el mes de agosto la pandemia estaba nuevamente en auge en Argentina, atacando a zonas del territorio que se habían mantenido libre de contagio y agravándose en la mayoría de las demás zonas afectadas. Las situaciones más graves siguieron estando en el AMBA y Jujuy. El 31 de julio las cabezas del gobierno nacional, la Ciudad de Buenos Aires y la Provincia de Buenos Aires informaron en una conferencia de prensa que se mantendría la cuarentena en el AMBA otros catorce días, hasta el 16 de agosto inclusive.
El día 2 de agosto se publicó el DNU N.º 641/2020, prorrogando el estado de distanciamiento obligatorio (DiSOP) en todo el país, con excepción de cinco áreas, que debieron continuar en cuarentena (ASOP):
- el AMBA (Ciudad de Buenos Aires y 35 partidos de la Provincia de Buenos Aires);[61]
- todos los departamentos de la Provincia de Jujuy;
- los departamentos de Atreucó, Catriló, Capital y Toay de la Provincia de la Pampa;
- el departamento de Güer Aike de la Provincia de Santa Cruz;
- el departamento de Río Grande de la Provincia de Tierra del Fuego, Antártida e Islas del Atlántico Sur.[62]

##### Producción de la vacuna
El 12 de agosto el presidente Fernández anunció que la Argentina había firmado un acuerdo internacional que le permitiría formar parte de la cadena de producción de la vacuna y acceder a la misma entre seis y doce meses antes. El acuerdo fue firmado entre la Universidad de Oxford, la empresa sueco-inglesa AstraZeneca y la Fundación Slim, con participación de los gobiernos de Argentina y México, para producir entre 150 y 250 millones de vacunas destinadas a toda Latinoamérica con excepción de Brasil, que no formó parte del acuerdo. Argentina fue seleccionada para producir el principio activo de la vacuna en un laboratorio inaugurado en febrero de 2020 en la localidad de Garín (Provincia de Buenos Aires), perteneciente a la empresa mAbxience, parte del grupo Insud.
El director general de mAbxience Argentina, Esteban Corley, explicó que la decisión estuvo motivada en la alta calidad de la industria y la ciencia farmacológica argentina:

El país tiene una relación virtuosa entre una industria farmacéutica potente, moderna y competitiva, y, por otra parte, recursos humanos con mucha capacitación.

El acuerdo permitió comenzar la producción de la vacuna el 14 de agosto, antes de que se completen las fases de verificación, con el fin de ganar tiempo en caso de que el medicamento resulte finalmente efectivo, de modo de poder comenzar la vacunación en el primer semestre de 2021.

#### Del 17 al 30 de agosto
Al promediar el mes de agosto la pandemia seguía en auge en Argentina, atacando a nuevas zonas del territorio que se habían mantenido libre de contagio y agravándose en la mayoría de las demás zonas afectadas. Las situaciones más graves siguieron estando en el AMBA y Jujuy, con picos de consideración en las ciudades de Mendoza, Córdoba y Rosario.
El 16 de agosto se publicó el DNU N.º 677/2020, prorrogando el estado de distanciamiento obligatorio (DiSPO) en todo el país, con excepción de siete áreas (dos más que en el decreto anterior), que debieron continuar en cuarentena (ASOP):
- el AMBA (Ciudad de Buenos Aires y 35 partidos de la Provincia de Buenos Aires);[61]
- los departamentos de Manuel Belgrano, Ledesma, El Carmen y San Pedro de la Provincia de Jujuy;
- el departamento de Güer Aike de la Provincia de Santa Cruz;
- el departamento de Río Grande de la Provincia de Tierra del Fuego, Antártida e Islas del Atlántico Sur.
- los departamentos de Capital y Chamical, de la Provincia de La Rioja;
- el departamento de General José de San Martín de la Provincia de Salta;

- los departamentos de Capital y Banda de la Provincia de Santiago del Estero.[69]

#### Del 31 de agosto al 20 de septiembre
- el AMBA (Ciudad de Buenos Aires y 35 partidos de la Provincia de Buenos Aires) y El Partido de General Pueyrredon;[61]
- los departamentos de Manuel Belgrano, Ledesma, El Carmen,Palpala y San Pedro de la Provincia de Jujuy;
- el departamento  Güer Aike de la Provincia de Santa Cruz;
- Los departamentos Río Grande y Tolhuin de la Provincia de Tierra del Fuego, Antártida e Islas del Atlántico Sur.
- los departamentos Capital y Chamical, de la Provincia de La Rioja;
- los departamentos General José de San Martín y Oran de la Provincia de Salta;

- los departamentos Capital y Banda de la Provincia de Santiago del Estero.
- El Conglomerado Urbano De Parana Y el departamento Gualeguaychú de la Provincia de Entre Ríos
- El Aglomerado Urbano de Bariloche Y el departamento General Roca de la Provincia de Río Negro
- el departamento  Caucete de la Provincia de San Juan

#### Del 21 de septiembre al 11 de octubre
El aislamiento social, preventivo y obligatorio (ASPO) continua aplicándose en el Área Metropolitana de Buenos Aires (AMBA) y en las localidades bonaerenses de Mar del Plata, Bahía Blanca y Tandil. También se aplica en los departamentos jujeños de Manuel Belgrano, Ledesma, El Carmen, Palpalá, Susques, Yavi, Rinconada y San Pedro, y en el departamento Capital de la provincia de La Rioja, todas ciudades con un nivel muy alto de contagios de coronavirus. Otras de las localidades donde se aplica son en los aglomerados de las ciudades de Bariloche y Dina Huapi y el departamento de General Roca, en la provincia de Río Negro; en los departamentos de General José de San Martín, Cerrillos, Rosario de Lerma, General Güemes, La Caldera, Orán y Capital de la provincia de Salta; en el aglomerado de la ciudad de Río Gallegos, de Santa Cruz; en los departamentos de Capital y Banda, en Santiago del Estero, y en el departamento de Río Grande, en Tierra del Fuego.
En tanto, seguirán bajo las medidas de distanciamiento, social, preventivo y obligatorio (DISPO), con las mismas condiciones que hasta la actualidad, los restantes distritos del país. El DISPO aplica en aquellas jurisdicciones en las que el sistema de salud cuenta “con capacidad suficiente y adecuada para dar respuesta a la demanda sanitaria”, el tiempo de duplicación de casos confirmados de COVID-19 no es inferior a 15 días y que no están definidas “por la autoridad sanitaria nacional como aquellas que poseen ‘transmisión comunitaria’ sostenida del virus SARS-CoV-2”. Los gobiernos provinciales continúan manteniendo la facultad para, en caso de detectar situaciones de riesgo de propagación del virus, disponer el aislamiento preventivo respecto de personas que ingresen a las provincias provenientes de otras jurisdicciones por un plazo máximo de 14 días.
En la provincia de Santa Fe, a pesar de estar en DISPO, se restringiron actividades, como las actividades comerciales de shoppings ni peatonales, tampoco los locales gastronómicos ni los comercios mayoristas y minoristas de más de 100 metros cuadrados. No habilitó el ejercicio de profesionales liberales, los servicios de personal doméstico y las actividades religiosas. Tampoco las prácticas deportivas ni las obras privadas, entre otras actividades que quedaron suspendidas por el crecimiento de contagios y la ocupación de camas en el sistema sanitario. 

#### Del 12 al 25 de octubre
El Decreto 792/2020 se detalló cómo continuarán las restricciones y flexibilizaciones en las distintas provincias —de acuerdo a su situación epidemiológica particular— durante las próximas dos semanas. El Gobierno hizo mención que “en esta etapa de la evolución de la pandemia los indicadores epidemiológicos, el peso de los factores culturales, sociales y conductuales, deben ser evaluadas a la hora de tomar las medidas hacia el futuro” para contemplar la prórroga de la cuarentena. El porcentaje de ocupación de camas actualmente es del 63,3 %: en la Ciudad Autónoma de Buenos Aires, del 69 % y en la región metropolitana de la Provincia de Buenos Aires del 60,1 %”. En Mendoza es del 81 %, alcanzando al 92 % en el Gran Mendoza”.
La Ciudad y la Provincia de Buenos Aires y los 35 municipios que integran el Área Metropolitana continuarán en la fase de ASPO.
El Gobierno de la Ciudad de Buenos Aires autorizó las reuniones sociales de hasta 10 personas en espacios públicos al aire libre. Además continuarán en la fase de ASPO:
- los departamentos de San Fernando, Comandante Fernández, Mayor Luis Jorge Fontana y Chacabuco de la provincia de Chaco;
- los departamentos de Biedma y Escalante en Chubut;
- los departamentos de Capital, Santa María, Punilla, Colón, Tercero Arriba y General San Martín en Córdoba;
- los departamentos de Manuel Belgrano, Ledesma, El Carmen, Palpalá, Susques, Yavi, Rinconada y San Pedro de Jujuy; *
- los departamentos de Capital y Chilecito de La Rioja;
- los departamentos de Capital, Luján de Cuyo, Las Heras, Maipú, Guaymallén, Godoy Cruz, Tunuyán y Tupungato de Mendoza;
- los aglomerados de las ciudades de Neuquén, Plottier, Centenario, Senillosa, Cutral Có, Plaza Huincul y Zapala, en Neuquén;
- los aglomerados de las Ciudades de Bariloche y Dina Huapi y el departamento de General Roca de Río Negro;
- los departamentos de Cerrillos, Rosario de Lerma, General Güemes, La Caldera y Capital de Salta;
- el departamento de Rawson y Capital en San Juan;
- el departamento de General Pedernera en San Luis;
- los aglomerados de la Ciudad de Río Gallegos, El Calafate y Caleta Olivia de Santa Cruz;
- los departamentos de Rosario, La Capital, General López, Caseros, Constitución, San Lorenzo, Las Colonias y Castellanos, en Santa Fe;
- los departamentos de Capital y Banda de Santiago del Estero;
- el departamento de Río Grande de Tierra del Fuego;
- el departamento Capital en Tucumán.

El transporte público seguirá siendo para personal de actividades esenciales, por lo que en las otras actividades exceptuadas los empleadores deberán seguir garantizando el transporte de los trabajadores y las condiciones de seguridad e higiene para prevenir contagios.
Continuarán prohibidas las reuniones sociales o familiares en domicilios particulares, cines, teatros, centros culturales, bibliotecas, museos, clubes, y cualquier espacio público o privado que implique la concurrencia de personas; y el turismo.
Se restringe la circulación, en 18 provincias del interior del país: Chaco, Chubut, Buenos Aires, Río Negro, Neuquén, Jujuy, Salta, Tucumán, Córdoba, La Rioja, Mendoza, Santa Cruz, Tierra del Fuego, Santiago del Estero, Santa Fe, San Juan y San Luis y la ciudad de Buenos Aires. Quedarán excluidas Corrientes, Misiones, La Pampa, Entre Ríos, Formosa y Catamarca.

#### Del 26 de octubre al 8 de noviembre
Continúa el aislamiento social, preventivo y obligatorio (ASPO) para ocho provincias (Santa Fe, Chubut, Córdoba, San Luis, Mendoza, Neuquén, Río Negro y Tucumán) y el Área Metropolitana de Buenos Aires (AMBA) en las mismas condiciones. En estos lugares se concentra el 55 por ciento de los contagios.
Estarán bajo la modalidad de distanciamiento social preventivo y obligatorio (DISPO) las provincias de Misiones, Corrientes, Formosa, Entre Ríos, Catamarca, Jujuy, La Pampa y San Juan.
Algunos departamentos y ciudades de 16 provincias estarán bajo la modalidad de ASPO: AMBA, Buenos Aires, Chaco, Chubut, Córdoba, La Rioja, Mendoza, Neuquén, Río Negro, Salta, San Luis, Santa Cruz, Santa Fe, Santiago del Estero, Tierra del Fuego y Tucumán 

#### Del 9 de noviembre al 31 de diciembre
Se extiende el Aislamiento Social Preventivo y Obligatorio (cuarentena) hasta el 29 de noviembre en algunos departamentos de diez provincias. Por primera vez desde el 20 de marzo el Área Metropolitana de Buenos Aires (AMBA) es excluida de la situación de aislamiento (cuarentena) y pasa a estar en situación de distanciamiento (DiSPO).
El presidente de la Nación reconoció al anunciar el DISPO para el AMBA que: "Quiero confesarles que no dista mucho de lo que es hoy. En todo este tiempo fuimos abriendo actividades. Y por lo tanto, lo que eso generó fue un contacto mayor entre quienes habitan el AMBA. Este distanciamiento lo que básicamente autoriza es que se pueda circular sin autorización. El Certificado Único de Circulación Habilitante que hoy se requiere en el AMBA. El transporte público seguirá exclusivamente al servicio de los que están autorizados porque realizan actividades esenciales”. También que hace ocho semanas que el AMBA viene descendiendo en la cantidad de casos y tiene la mitad de lo que tenía hace dos meses. Destacó que la situación "parece empezar a ceder" en Córdoba o Mendoza y fue optimista al afirmar que espera que el 29 de noviembre ya no haya zonas del país en fase de aislamiento. Toda actividad que suponga aglomeración de gente en lugares cerrados va a seguir prohibida por ejemplo teatros, cines, recitales en lugares cerrados. En bares o restaurantes solo podrán funcionar en condiciones en las que las autoridades locales dispongan.
En la Provincia de Buenos Aires al 6 de noviembre de 2020 se cumple la décima semana consecutiva de caída de casos. En lo epidemiológico esto significa que pasó de tener 5300 casos por día a la primera semana de noviembre en la que en promedio habrá 1900 por día. En 10 semanas los casos bajaron un tercio. El 5 de noviembre habían ocupadas 730 camas de terapia intensiva y el 10 de septiembre había 1250 camas ocupadas, casi el doble. En el interior de la provincia de Buenos Aires.la situación es inversa. de tener 490 casos en la última semana de agosto a tener 1500 casos en la anteúltima semana de octubre semanas, pero al 6 de noviembre esa dinámica de ascenso se interrumpió y se ve un leve descenso. Para pasar de aplanar la curva de casos a aplastarla” se anunció cinco medidas: “Sostener y profundizar la búsqueda activa, fortalecer las pautas de cuidado, ir a una política de distanciamiento inteligente, aplicar una vigilancia activa de los contactos estrechos(para eso sea asintomático o no, también se le va a hacer un test) y por último hacer aislamiento y cuarentena focalizada”, se permiten: La vuelta a clases (en 26 municipios considerados con riesgo bajo se están reanudando las clases presenciales, para determinados grupos y en determinadas condiciones. Y en 82 municipios de riesgo libre se han podido implementar actividades de revinculación en edificios, pero al aire libre). Personal auxiliar de casas particulares (multidomiciliario).
Restaurantes y bares en el interior con aforo.
Gimnasios deben mantenerse cerrados.
Actividades deportivas colectivas hasta 10 personas en espacios cerrados.
Ampliación de construcción privada (obras nuevas todo tipo de obras).
En la Ciudad de Buenos Aire se autoriza: actividades escolares de todas los niveles, incluyendo las salas de jardín de 2, 3 y 4 años y los adultos que siguen con sus estudios de primario o secundario por turnos y de manera no obligatoria. Los jardines maternales (niños de 45 días a dos años): pondrán en funcionamiento encuentros de estimulación temprana de un nene con un docente más un acompañante. Salas de 3 y 4 años: se habilitarán actividades deportivas, recreativas, lúdicas y artísticas al aire libre en grupos burbuja de hasta 8 alumnos. La actividad tendrá una duración de dos horas. 2.º a 6.º grado de primaria, y 2.º a 4.º año, más 5.º año de Escuelas Técnicas en secundarias: se habilitarán actividades deportivas, recreativas, lúdicas y artísticas al aire libre en grupos burbuja de hasta diez personas, con una duración de dos horas.
Se anunció que desde el 24 de diciembre, las fronteras permanecerían cerradas al turismo: Desde entonces sólo pueden ingresar al país los argentinos y residentes, o extranjeros por causas excepcionales debidamente acreditadas o permiso de trabajo.

### 2021

#### Del 30 de enero al 28 de febrero
El decreto preve la continuidad del "distanciamiento social, preventivo y obligatorio" hasta el 28 de febrero de 2021, mientras se cumplan los criterios epidemiológicos:
1. Capacidad suficiente del sistema de salud
2. Sin transmisión comunitaria sostenida
3. Los casos deben estar disminuyendo

En caso de no cumplir con estos requisitos, el gobierno nacional junto con el provincial pueden determinar el pase a ASPO. 
Se autoriza a las provincias y a la ciudad de Buenos Aires a dictar normas reglamentarias para limitar la circulación. También se permite que los gobiernos subnacionales dispongan el aislamiento preventivo por un máximo de 14 días de las personas que ingresen a su distrito.
Se encuentran prohibidos los eventos de más de 20 personas en espacios cerrados o de más de 100 personas al aire libre. También los cines, teatros, clubes y centros culturales. El transporte público solo puede ser utilizado por trabajadores esenciales que deben portar el certificado habilitante.

#### Del 1 al 31 de marzo
El 26 de marzo, mediante una Decisión Administrativa del Jefe de Gabinete de Ministros Santiago Cafiero que se publicó en el Boletín Oficial, el Gobierno resolvió suspender a partir del sábado los vuelos provenientes de Brasil, México y Chile. Estas suspensiones se suman a la de los vuelos de Gran Bretaña, ya decretada. 
Quienes viajen a la Argentina deberán hacerse un testeo antes de abordar el avión, otro al llegar al país (de antígenos), y otro testeo al séptimo día de ingreso. Los tres testeos deberán ser pagados por las y los pasajeros. Quienes resulten positivos deberán realizar otro testeo especial, de secuenciación genómica. En este caso, será un PCR que invidualiza con qué cepa del virus se ha producido el contagio. Junto con sus contactos estrechos, la persona que ha dado positivo deberá cumplir aislamiento "en los lugares que indiquen las autoridades nacionales". "La estadía en los citados lugares de aislamiento será a cargo de la persona que ingrese al país, y deberá efectivizarse de la forma que establezcan las autoridades competentes". Ante contagios de cepas cuyo ingreso al país se está intentando evitar especialmente, como la Manaos, el paciente será especialmente aislado, y la evolución del caso seguida de manera más exhaustiva.    
Quienes regresan del exterior con test negativo también están obligados a aislarse diez días, en este caso en su domicilio, contados desde el primer testeo realizado en el país de origen. Las autoridades de cada jusridiscción serán las encargadas de controlar que los pasajeros estén cumpliendo el aislamiento. En caso de incumplimiento, corresponde radicar una denuncia penal por violación a medidas contra epidemias y desobediencia a autoridad pública (de acuerdo a los artículos 205 y 239 del Código Penal).
Sumado a estas medidas para el ingreso aéreo, se fortalecerán los controles de las fuerzas de seguridad en los pasos terrestres formales --la mayoría de los cuales están cerrados-- e informales. Desde la cartera de Seguridad indicaron a este diario que la demanda concreta que surgió de la reunión con los gobernadores provino de Misiones, con su porosa frontera de la Hidrovía Paraná-Paraguay.
El 22 de marzo de 2021 el infectólogo Pedro Cahn, director de la Fundación Huésped e integrante del comité de expertos del ministerio de Salud de la Nación. hizo un balance de las decisiones tomadas durante el primer año de la pandemia del coronavirus y vaticinó una segunda ola, y aseguró: “Nadie imaginó que un año después íbamos a estar discutiendo reponer algunas de aquellas medidas”. Frente a un escenario que indicaría una segunda ola de contagios, el especialista dijo que, al analizar el contexto atravesado por países vecinos, es  “muy difícil pensar que no nos pueda pasar a nosotros”. Desde una perspectiva sanitaria, Cahn dijo: “Si la respuesta fuera todo sanitaria, a partir del lunes no sale nadie a la calle”, no obstante, el médico destacó “una tensión entre la necesidad sanitaria y la economía”. Y también que “Una enseñanza que nos deja el año pasado es que ya no hacen falta cuarentenas tan largas: con diez días de aislamiento sabemos que es posible controlar gran parte del fenómeno, y por ahí necesitás hacerlo en Buenos Aires y no en Tucumán, o viceversa”, aseguró, y añadió: “Habrá que tomar esos lugares donde haya rebrotes” .
El lunes 29 de marzo la ministra de seguridad Sabina Frederic estuvo en la Provincia de Misiones y se reunió con el Gobernador Oscar Herrera Ahuad para hacer un sobrevuelo, evaluar la situación de las bases operativas y los posibles reordenamientos y relevar junto al gobernador la situación de los pasos formales y clandestinos.  el gobernador le explico que la frontera es muy porosa en la ciudad de Bernardo de Irigoyen y limitan Dionisio Cerqueira y Barracao. Se trata de una franja de 25 kilómetros donde ningún accidente geográfico separa a los dos principales países de la región y que hoy constituye un factor de preocupación por el ingreso de infectados con Covid-19 y las nuevas variantes. También la ciudad de El Soberbio donde hay contrabando de soja.
El 30 de marzo, el ministro de Salud de la provincia de Buenos Aires, Daniel Gollán, aseguró que "hubo un aumento explosivo de casos en los últimos días". El jefe de Gabinete bonaerense, Carlos Bianco, informó que los 110 distritos que se encuentran en fase 4 deberán adoptar nuevas medidas para restringir la circulación de personas:
- Se suspenden todas las actividades en el horario de entre 2 y 6 de la mañana. Quedan exceptuadas las actividades de carácter productivo, agropecuario y servicios esenciales.
- Se limitan hasta 10 personas las reuniones sociales, familiares y recreativas.
- Analizarán la creación de una fase 3 con nuevas restricciones, cuando actualmente existen solo fase 4 y fase 5.

#### Del 14 al 28 de abril
El 14 de abril, el presidente Fernández dio un discurso en cadena nacional donde anunció nuevas medidas:
- Restricción de la circulación nocturna entre las 20 y las 6 de la mañana
- Las actividades comerciares funcionarán desde las 9 hasta las 19
- Se suspenden las clases presenciales hasta el viernes 30 de abril, en el AMBA. Se retornará a la modalidad virtual.
- Se suspenden las actividades recreativas, sociales, culturales, deportivas y religiosas en lugares cerrado
- Los shoppings estarán cerrados por 15 días en el AMBA[80]

#### Del 22 al 29 de mayo
El día 21 de mayo, el presidente anuncia el Decreto de Necesidad y Urgencia 334/2021 que establece un aislamiento estricto desde la medianoche del día 22, hasta el día 30 de mayo en las zonas del país con mayor riesgo epidemiológico:
A las restricciones que estaban vigentes se suma, en los grandes conglomerados urbanos, la suspensión de actividades económicas, industriales, comerciales, de servicios, culturales, deportivas, religiosas, educativas, turísticas, recreativas y sociales hasta el 30 de mayo, medida que estará vigente también durante el fin de semana del 5 y 6 junio.
En esas zonas de alto riesgo las personas solo podrán desplazarse para aprovisionarse de artículos de limpieza, medicamentos, alimentos y artículos de necesidad en comercios esenciales y retiro de compras autorizadas, siempre en cercanía a sus domicilios.

#### Del 5 al 6 de junio
Por extensión y de acuerdo al Decreto de Necesidad y Urgencia 334/2021, publicado el día 21 de mayo de 2021 se mantiene el aislamiento estricto desde la medianoche del día 5, hasta el día 6 de junio, en las mismas condiciones que el que fuera llevado a cabo del 22 al 29 de mayo.

#### Del 12 al 25 de junio
Mediante el Decreto de Necesidad y Urgencia 381/21 se prorroga el DNU 287/21 hasta el día 25 de junio de 2021.
El  DNU 287 dispone un semáforo epidemiológico de 4 fases para establecer las medidas a aplicar frente a la pandemia y también los parámetros que se utilizarán para definir el riesgo epidemiológico y sanitario que regirá para los distritos de más de más de 40.000 habitantes y los grandes aglomerados urbanos.
Medidas generales todo el país
- Viajes grupales: Siguen suspendidos los viajes grupales de Egresados y Egresadas, de Estudio y de Grupos Turísticos.
- Reuniones sociales: Se mantienen suspendidas las reuniones sociales de más de 10 personas.
- Personas de riesgo: Suspensión de asistencia al trabajo para personas de riesgo.
Medidas para zonas de riesgo sanitario y epidemiológico medio
- Es facultad y responsabilidad de gobernadores/as adoptar en forma temprana medidas que disminuyan la circulación para prevenir los contagios.
Medidas para zonas de alto riesgo sanitario y epidemiológico
- Se suspenden actividades sociales en domicilios particulares, salvo para la asistencia de personas que requieran especiales cuidados.
- Se suspenden reuniones sociales en espacios públicos al aire libre de más de 10 personas
. Deportes: la práctica recreativa de cualquier deporte en lugares cerrados donde participen más de 10 personas
- Casinos, bingos, discotecas, y salones de fiesta.
- Gastronomía: Se establece el cierre de los bares y restaurantes a partir de las 23hs
- Circulación: Se prohíbe la circulación entre las 00.00 y las 06.00 de la mañana de cada día. (Según las jurisdicciones, las autoridades podrán solo ampliar estos horarios en función de las especificidades de cada lugar.)
- Aforo: se establece un aforo de 30% para eventos culturales, sociales, recreativos y religiosos, cines, teatros, clubes, centros culturales y afines; locales gastronómicos; gimnasios.
- Disposiciones locales y focalizadas de contención: para limitar la circulación por horarios, por zonas o determinadas actividades, teniendo en cuenta el estatus sanitario. Estas medidas podrán adoptarse también en los lugares de alto riesgo o riesgo medio y respecto de partidos y departamentos de menos de 40.000 habitantes.
Medidas para zonas de alarma epidemiologica y sanitaria
Actividades suspendidas:
- Centros comerciales y shoppings.
- Las actividades deportivas, recreativas, sociales, culturales y religiosas en lugares cerrados.
- Locales comerciales entre las 19 horas y las 6 horas del día siguiente, con excepción de los esenciales con horario nocturno.
- Restricción en ámbito educativo.
Se suspenden las clases presenciales y las actividades  educativas no escolares presenciales en los todos los niveles.
- Deportes: Se prohíben los deportes grupales.
- Casinos, bingos, discotecas, y salones de fiesta.
- Gastronomía: entre las 19 horas y las 6 horas del día siguiente. Luego de las 19 podrán continuar bajo las modalidades delivery. En los horarios autorizados de funcionamiento, sólo podrán atender a sus clientes en espacios habilitados al aire libre.
- Circulación: Se prohíbe la circulación entre las 20.00 y las 06.00 de la mañana de cada día. (Según las jurisdicciones, las autoridades podrán solo ampliar estos horarios en función de las especificidades de cada lugar.)
- Transporte: solo para esenciales y autorizados.

## Principales decretos
| Principales decretos referidos a la cuarentena y el distanciamiento | Principales decretos referidos a la cuarentena y el distanciamiento | Principales decretos referidos a la cuarentena y el distanciamiento                                                                             | Principales decretos referidos a la cuarentena y el distanciamiento | Principales decretos referidos a la cuarentena y el distanciamiento |
| Decreto                                                             | Publicación                                                         | Título | Contenido | Ref.                                                                |
| ------------------------------------------------------------------- | ------------------------------------------------------------------- | --- | --- | ------------------------------------------------------------------- |
| 260/2020                                                            | 12/03/2020                                                          | Emergencia sanitaria. | Debido a la declaración de pandemia por la OMS, amplía la emergencia sanitaria dispuesta por Ley 27.541, hasta el 12 de marzo de 2021. Establece el aislamiento obligatorio por 14 días de aquellas personas que sean "casos sospechosos", incluyendo las ingresadas al país provenientes de "zonas afectadas". Establece la obligación de la población de informar a las autoridades si presentan síntomas compatibles con el Covid-19. Dispone la suspensión de vuelos desde "zonas afectadas". Se reorganiza la “Unidad de Coordinación General del Plan Integral para la Prevención de Eventos de Salud Pública de Importancia Internacional”, coordinada por el Jefe de Gabinete. Establece principios generales para todas las medidas sanitarias: a) lo menos restrictivas posible; b) criterios científicamente aceptables; c) garantizando a las personas el derecho a estar permanentemente informado sobre su estado de salud; d) garantizando el derecho a la atención sin discriminación; e) garantizando el derecho al trato digno. | [ 82 ]                                                              |
| 274/2020                                                            | 16/03/2020                                                          | Prohibición de entrada de extranjeros. | Prohíbe la entrada al país de extranjeros no residentes, con algunas excepciones. | [ 83 ]                                                              |
| 297/2020                                                            | 20/03/2020                                                          | Establece el Aislamiento Social Obligatorio y Preventivo (ASOP).                                                                                | Vigencia del 20 de marzo al 31 de marzo inclusive. Las personas deberán permanecer en sus residencias habituales y solo podrán realizar desplazamientos mínimos para aprovisionarse de artículos de limpieza, medicamentos y alimentos. Se prohíben los eventos culturales, recreativos, deportivos, religiosos y cualquier otra que implique concurrencia de personas. Se suspende la apertura de locales que requiera presencia de personas. Se establecen 24 sectores esenciales exceptuados del ASOP: salud, seguridad, alimentos, energía, agua, comunicaciones, autoridades superiores, transporte, lavanderías, servicios funerarios, comedores comunitarios, etc. La actividad de los poderes legislativo y judicial depende de lo que cada uno resuelva. Autorizaciones y controles de circulación. | [ 84 ]                                                              |
| 310/2020                                                            | 24/03/2020                                                          | Crea el Ingreso Familiar de Emergencia (IFE).                                                                                                   | Para personas desocupadas, trabajadores informales, monotributistas “A”, “B” y sociales y trabajadores de casas particulares. Monto $10 000, en un solo pago (abril). Se solicita en la ANSES. | [ 85 ]                                                              |
| 311/2020                                                            | 25/03/2020                                                          | Suspensión de cortes de servicios. | Prohíbe a las empresas cortar servicios (electricidad, gas, agua, telefonía, Internet y TV por cable) a personas con ingresos escasos, electrodependientes, empresas no grandes, cooperativas, establecimientos de salud y organizaciones de bien público que elaboren o distribuyan alimentos. | [ 86 ]                                                              |
| 313/2020                                                            | 27/03/2020                                                          | Prohibición de entrada al país de argentinos y residentes.                                                                                      | Prohíbe la entrada al país de argentinos y residentes, con algunas excepciones. | [ 87 ]                                                              |
| 320/2020                                                            | 29/03/2020                                                          | Suspensión de desalojos. | Suspende los desalojos hasta el 30 de septiembre. | [ 88 ]                                                              |
| 325/2020                                                            | 31/03/2020                                                          | Prórroga ASOP hasta 12 de abril. | Prórroga del ASOP hasta 12 de abril inclusive. | [ 89 ]                                                              |
| 332/2020                                                            | 01/04/2020                                                          | Creación del Programa de Asistencia de Emergencia al Trabajo y la Producción (ATP).                                                             | El programa ATP destinado a empresas y trabajadores, reduce hasta 95 % las contribuciones patronales, el Estado se hace cargo de pagar el 50 % de los salarios en empresas de hasta 100 trabajadores, ampliación de las asignaciones por desempleo. | [ 90 ]                                                              |
| 355/2020                                                            | 11/04/2020                                                          | Prórroga ASPO hasta 26 de abril. Comienzo de la flexibilización.                                                                                | Prórroga el ASPO hasta el 26 de abril inclusive, pero establece la posibilidad de hacer excepciones geográficas y por actividad a pedido de los gobernadores de provincia con fundamentos científicos. | [ 91 ]                                                              |
| 408/2020                                                            | 26/04/2020                                                          | Prórroga ASPO en grandes áreas urbanas hasta 10 de mayo.Establece requisitos para iniciar fase de distanciamiento en el resto del país.         | Prórroga el ASPO hasta el 10 de mayo inclusive, para áreas urbanas de más de 500 mil habitantes. Establece requisitos infectológicos para iniciar fases de distanciamiento en el resto del país, a pedido de los gobernadores. Se excluye del distanciamiento: a) dictado de clases presenciales; b) eventos públicos y privados; c) centros comerciales, cines, teatros, restaurantes, bares, gimnasios, clubes y demás espacios de concurrencia de personas; d) transporte público de pasajeros interurbano, interjurisdiccional e internacional; e) turismo y apertura de parques y plazas. | [ 92 ]                                                              |
| 459/2020                                                            | 11/05/2020                                                          | Prórroga ASPO en AMBA hasta 24 de mayo, con flexibilizaciones. Establece nuevas excepciones por zona y actividad.                               | Prórroga el ASPO en el AMBA hasta el 24 de mayo, pero autoriza a las autoridades locales a solicitar excepciones con protocolos. Establece requisitos para que los demás aglomerados urbanos de más de 500 habitantes pases a fases de distanciamiento. Establece nuevas flexibilizaciones para áreas urbanas de menos de 500 mil habitantes. Aprueba protocolos sanitarios en 18 sectores industriales: 1) automotriz y autopartes; 2) electrónica y electrodomésticos; 3) indumentaria; 4) tabaco; 5) metalurgia; 6) calzado; 7) gráfica; 8) madera; 9) juguetes; 10) cemento; 11) textil; 12) cuero; 13) neumáticos; 14) bicicletas y motos; 15) química y petroquímica; 16) papel; 17) plástico; 18) cerámicos. Establece requisitos para hacer excepciones al aislamiento educativo, eventos, espacios de concurrencia de personas, transporte interurbano e internacional, turismo y parques y plazas. Establece la dispensa de concurrir al trabajo para las personas mayores de 60 años, mujeres embarazadas y en situación de mayor riesgo ante el Covid-19. | [ 93 ]                                                              |
| 493/2020                                                            | 25/05/2020                                                          | Prórroga ASPO en AMBA hasta el 7 de junio. | Prórroga el ASPO en el AMBA hasta el 7 de junio inclusive. Mantiene la situación jurídico-sanitaria en el mismo estado en que se encontraba al 11 de mayo. | [ 94 ]                                                              |
| 520/2020                                                            | 8/06/2020                                                           | Establece el Distanciamiento Social Preventivo y Obligatorio (DiSPO).                                                                           | Establece los términos y zonas en las que rige el Distanciamiento Social Preventivo y Obligatorio (DiSPO). Establece la distancia del distanciamiento personal en dos metros (art. 5). Permite actividades deportivas, artísticas y sociales, que no impliquen una concurrencia superior a 10 personas, con un distanciamiento de 2,25 metros cuadrados. Habilita la presencia en parques y plazas. Autoriza al Ministerio de Educación a evaluar y habilitar la vuelta a clases presenciales. Mantiene la prohibición absoluta de eventos que agrupen a más de 10 personas, cines, teatros, clubes, turismo y transporte público interurbano e internacional. Quedan exceptuados del DiSPO y continúan en ASPO, el departamento San Fernando de la Provincia de Chaco, el departamento de Rawson de la Provincia del Chubut, los departamentos de Bariloche y General Roca la Provincia de Río Negro, el aglomerado urbano de la ciudad de Córdoba de la provincia homónima, los cuarenta partidos bonaerenses del Área Metropolitana de Buenos Aires (AMBA) y todo el territorio de la Ciudad Autónoma de Buenos Aires hasta el 28 de junio inclusive. En estos cuatro centros urbanos el aislamiento se prorroga hasta el 28 de junio inclusive. Elimina la prohibición de concurrir a los parques y plazas en zonas bajo ASPO. | [ 95 ]                                                              |
| 576/2020                                                            | 29/06/2020                                                          | Prórroga el DiSPO hasta el 17 de julio. | Prorroga el régimen de Distanciamiento Social Preventivo y Obligatorio (DiSPO) hasta el 17 de julio inclusive. Quedan exceptuados del DiSPO y continúan en ASPO, el aglomerado urbano de la ciudad de Neuquén en la provincia homónima, el departamento General Roca la Provincia de Río Negro, 35 partidos bonaerenses (cinco menos que en el decreto anterior) del Área Metropolitana de Buenos Aires (AMBA) y todo el territorio de la Ciudad Autónoma de Buenos Aires. | [ 96 ]                                                              |
| 605/2020                                                            | 18/07/2020                                                          | Prórroga el DiSPO hasta el 2 de agosto. | Prorroga el régimen de Distanciamiento Social Preventivo y Obligatorio (DiSPO) hasta el 2 de agosto inclusive. Quedan exceptuados del DiSPO y continúan en ASPO, el departamento de San Fernando la Provincia del Chaco, todos los departamentos de la provincia de Jujuy, 35 partidos bonaerenses y todo el territorio de la Ciudad Autónoma de Buenos Aires. | [ 97 ]                                                              |
| 641/2020                                                            | 02/08/2020                                                          | Prórroga el DiSPO hasta el 16 de agosto. | Prorroga el régimen de Distanciamiento Social Preventivo y Obligatorio (DiSPO) hasta el 16 de agosto inclusive. Quedan exceptuados del DiSPO y continúan en ASPO, el AMBA (Ciudad de Buenos Aires y 35 partidos de la Provincia de Buenos Aires), todos los departamentos de la Provincia de Jujuy, los departamentos de Atreucó, Catriló, Capital y Toay de la Provincia de la Pampa, el departamento de Güer Aike de la Provincia de Santa Cruz y el departamento de Río Grande de la Provincia de Tierra del Fuego, Antártida e Islas del Atlántico Sur. | [ 98 ]                                                              |
| 67/2021                                                             | 30/01/2021                                                          | Prórroga el DiSPO hasta el 28 de febrero. | Prorroga el régimen de Distanciamiento Social Preventivo y Obligatorio (DiSPO) hasta el 28 de febrero inclusive en todo el territorio nacional. | [ 99 ]                                                              |
| 125/2021                                                            | 27/02/2021                                                          | Prórroga el DiSPO hasta el 12 de marzo. | Prorroga el régimen de Distanciamiento Social Preventivo y Obligatorio (DiSPO) hasta el 12 de marzo inclusive en todo el territorio nacional. | [ 100 ]                                                             |
| 168/2021                                                            | 12/03/2021                                                          | Prórroga el DiSPO hasta el 9 de abril de 2021                                                                                                   | Prorroga el régimen de Distanciamiento Social Preventivo y Obligatorio (DiSPO) hasta el 9 de abril inclusive en todo el territorio nacional. | [ 101 ]                                                             |
| 235/2021                                                            | 08/04/2021                                                          | Suspensión y/o limitación de actividades sociales y restricción a la circulación nocturna hasta el 30 de abril de 2021                          | Suspensión y/o limitación de actividades sociales y restricción a la circulación nocturna en la franja horaria de cero (0) horas y las seis (6) horas, dependiendo el riesgo epidemiológico y sanitario en cada jurisdicción. Los Gobernadores de las provincias y el jefe de Gobierno de la Ciudad de Buenos Aires tienen la facultad para aplicar más restricciones dependiendo del riesgo anteriormente mencionado. | [ 102 ]                                                             |
| 241/2021                                                            | 15/04/2021                                                          | Suspensión y/o limitación de actividades sociales y restricción a la circulación nocturna (más severas en el AMBA) hasta el 30 de abril de 2021 | Suspensión y/o limitación de actividades sociales y restricción a la circulación nocturna en la franja horaria de cero (0) horas y las seis (6) horas, dependiendo el riesgo epidemiológico y sanitario en cada jurisdicción. Los Gobernadores de las provincias y el jefe de Gobierno de la Ciudad de Buenos Aires tienen la facultad para aplicar más restricciones dependiendo del riesgo anteriormente mencionado. En el AMBA (Ciudad de Buenos Aires y 35 partidos de la Provincia de Buenos Aires), la circulación se limita de las veinte (20) horas a seis (6) horas, se suspenden las clases presenciales y las siguientes actividades: centros comerciales, shoppings y actividades deportivas, recreativas, sociales, culturales y religiosas que se realizan en ámbitos cerrados. Los locales comerciales y gastronómicos sólo podrán atender entre las diecinueve (19) y las seis (6). | [ 103 ]                                                             |
| 334/2021                                                            | 21/05/2021                                                          | Confinamiento por 9 días | Prórroga del decreto de necesidad y urgencia n.º 287/21. Sustitución del inciso 4) del artículo 3.º del decreto n.º 287/21. Medidas aplicables a lugares en alto riesgo epidemiológico y sanitario o en situación de alarma epidemiológica y sanitaria entre el 22 de mayo y el 30 de mayo de 2021 y los días 5 y 6 de junio de 2021. | [ 81 ]                                                              |
| Fuente: Infoleg. Nota: Algunos decretos son DNU.                    |                                                                     | | |                                                                     |

## Críticas
El Poder Ejecutivo Nacional, los gobernadores y el jefe de Gobierno de la Ciudad de Buenos Aires, fueron objeto de diversas críticas motivadas en la cuarentena. Se criticaron los siguientes aspectos:
- La decisión del presidente Mauricio Macri de eliminar el Ministerio de Salud en 2018, y la reducción del presupuesto destinado a salud.[104]
- La omisión de equiparse, o equiparse en forma tardía, con los equipos necesarios para hacer frente a una pandemia como había advertido la OMS en 2019.[105][106]
- El establecimiento de la cuarentena, argumentando que la misma es violatoria o está en conflicto con las libertades constitucionales.[107][108]
- La atención prestada por los gobiernos a los científicos en ciencias médicas, considerándola excesiva y calificando al gobierno argentino como una "dictadura de los infectólogos",[109] "infectadura",[110] o que los infectólogos son ignorantes y son parte del problema, no de la solución.[111]

- Las sucesivas prolongaciones de la cuarentena, considerando que debió levantarse antes.[111][112][113]
- La duración de la cuarentena de más de cien días en Buenos Aires y en todo el país, considerándola excesiva, que algunos medios de comunicación han calificado como "la más larga del mundo",[114][115] aunque la veracidad del dato está discutida.[116]
- Que la cuarentena fue decretada en forma prematura.[117]
- Que la cantidad de muertos es poca y no justifica frenar la actividad económica.[111][118]
- No habilitar ciertas actividades, como las peluquerías, el turismo y los espectáculos públicos.[119]
- La falta de políticas de protección laboral para los trabajadores que debieron realizar sus tareas en forma virtual.[120]
- La falta de controles sobre las empresas para que cumplan los protocolos de salud.[121]
- La decisión de algunos empleadores de despedir a sus trabajadores, como el caso de Techint y Latam.[122][123][124]
- Protestas por la prohibición temporaria de invocar la causal de fuerza mayor para despedir trabajadores durante la pandemia, que permitía reducir en un la indemnización por despido a una cuarta parte (Decreto 329/2020).[125][126][127]
- Protestas por el acuerdo alcanzado entre la central empresaria UIA y la central sindical CGT para evitar los despidos y regular las suspensiones por fuerza mayor.[128][129]
- No realizar controles suficientes para evitar la especulación de ciertas empresas, principalmente por desabastecimiento o aumento de precios de los alimentos y medicamentos.[130]
- No realizar controles suficientes sobre las empresas privadas que prestan los servicios de telefonía, Internet, electricidad y gas.[131]
- No realizar tests de contagio en cantidad suficiente.[132]
- Irregularidades de los números reportados de infectados, además de la poca transparencia para determinar a quién se le hacen las pruebas de detección.[133]
- el intento de adelantar las elecciones internas en el Partido Justicialista de la Provincia de Buenos Aires siete meses antes que termianara el mandato de la conducción del peronismo bonaerense  por parte de La Campora y de intendentes bonaerenses generó críticas del intendente de Esteban Echeverría y Vicepresidente del partido Fernando Gray debido a eso el intendente rompió la relación con La campora y judicializo la presidencia de Máximo Kirchner debido a que los afiliados no votaron

### Protestas
En Argentina se desarrolló un movimiento "anticuarentena", con manifestaciones públicas, presencia en las redes sociales, así como medios de comunicación impulsando públicamente la desobediencia de las normas sanitarias debido a las falsas noticias publicadas por los medios.
El movimiento adquirió características heterogéneas, confluyendo mayormente personas que se oponen a la cuarentena debido a las consecuencias económicas que creen que esta genera por no poder trabajar, y otro grupo minoritario que considera que está impulsada por una conspiración internacional impulsada según el caso, por el comunismo, el sionismo, o el "judaísmo mundial"; se los pudo ver reivindicando la figura del dictador Jorge Rafael Videla. También otro grupo protesta debido al descreimiento en la ciencia, sosteniendo que el virus no existe. Posteriormente en una marcha de 100 personas frente al obelisco en la Ciudad de Buenos Aires varios médicos fueron agredidos físicamente por manifestantes anticuarentena tras una marcha promovida por personalidades de la oposición entre ellos Juan José Sebreli y Santiago Kovadloff; el actor Luis Brandoni, el exfuncionario macrista Darío Lopérfido; y los periodistas Fanny Maldelbaum, Jorge Sigal y Néstor Sclauzero. Posteriormente tres médicas que sostenían un cartel para advertir que “La cuarentena salva vidas” fueron agredidas y debieron ser retiradas por la policía.
Uno de los organizadores de las manifestaciones, Ángel José Spotorno, militante de la Unión Cívica Radical y Cambiemos, se contagió y murió de COVID-19 el 16 de junio, en pleno pico de la pandemia.
Varios de estos grupos se encontraban ligados a sectores antiperonistas y políticos opositores, entre ellos el PRO y la Coalición Cívica, y en julio de 2020 causó conmoción la muerte por COVID-19 de un jubilado a favor del macrismo, uno de los principales organizadores de marchas anticuarentena y activo militante en las redes sociales del gobierno de Cambiemos que dirigía varios grupos de "trolls" en redes sociales. Entre las corrientes que mostraron su presencia en el movimiento anticuarentena se encuentran el libertarismo, liberalismo, conservadurismo, agrupaciones neonazis y de extrema derecha, partidarios de diversas teorías conspirativas y corrientes fundamentalistas. Algunos medios de comunicación han sido acusados o están sospechados de haber promovido el movimiento anticuarentena, probablemente agravando los daños causados por la pandemia, otros fueron acusados de intentar ridiculizar las manifestaciones. Por su parte Facebook decidió remover los anuncios de eventos que convocaran a la gente a romper la cuarentena.
El 9 de julio una marcha anticuarentena en el Obelisco derivó en violencia, cuando manifestantes anticuarentena agredieron a un canal de noticias que estaba cubriendo la manifestación, dando golpes y ataques directos a los periodistas del canal C5N, rompiendo el móvil del canal y amenazando de muerte al periodista Lautaro Maislin y al resto del equipo del móvil. Al mismo tiempo, manifestantes agredieron a Ezequiel Guazzora, un periodista del espacio Comunicación Popular, al que persiguieron en la calle y rodearon en un kiosco, donde fue golpeado por varias personas que lo insultaban. Guazzora sufrió lesiones en su mano derecha y un fuerte traumatismo de tórax como resultado.
El 17 de agosto se produjeron una serie de protestas masivas en varias ciudades de Argentina y Uruguay (la mayor, en el Obelisco porteño) denominadas 17A, desobedeciendo las normas sanitarias sobre distanciamiento, con el fin de expresar una gran variedad de opiniones, entre ellas el disgusto por las políticas sanitarias adoptadas, el proyecto de reforma judicial propuesto por el gobierno nacional, el aumento en el delito, la cantidad de actividades que aún no podían realizar su trabajo, la falta de libertades, el nuevo orden internacional y los políticos en general. La marcha fue convocada por distintos activistas de las redes sociales y contó con el apoyo y la presencia de la Presidenta del PRO, Patricia Bullrich y otros dirigentes de la coalición opositora Juntos por el Cambio.
El movimiento anticuarentena se expresó en la convocatoria a varias manifestaciones públicas que violaban la cuarentena establecida por las autoridades y "cacerolazos", y está muy activo en las redes sociales.

## Criminalidad durante la cuarentena
Las medidas sanitarias influyeron sobre la criminalidad, variando de ciudad a ciudad, según se tratara de regímenes de cuarentena o distanciamiento y sus respectivas fases y flexibilizaciones. En términos generales la criminalidad bajó, sobre todo en aquellos lugares que tuvieron cuarentenas más estrictas. Los robos disminuyeron más que los homicidios. Los femicidios se redujeron un 30 %. El gobierno nacional, la Corte Suprema y los gobiernos provinciales tomaron diversas medidas para prevenir la criminalidad y la violencia de género en particular durante la pandemia.

## Vacunación
La vacunación contra la COVID-19 en Argentina es la campaña iniciada a fines de 2020 para vacunar contra la COVID-19 a la población del país, en el marco de un esfuerzo mundial para combatir la pandemia de COVID-19.
El operativo estimó inicialmente utilizar 55 millones de dosis para vacunar, en primera instancia, a 23-24 millones de personas (52 % de la población) que corresponden a grupos denominados de riesgo por «exposición y función estratégica» y «enfermedad grave».
Los efectos secundarios de la vacuna contra el COVID-19 pueden variar según cada persona.Algunas personas sienten algo de molestia, pero pueden seguir adelante normalmente con su día. Otras tienen efectos secundarios que afectan su capacidad de completar sus actividades cotidianas.Por lo general, los efectos secundarios desaparecen en pocos días.Incluso si no experimenta ningún efecto secundario, su organismo está generando protección contra el virus que causa el COVID-19.Las reacciones adversas (problemas graves de salud) son poco frecuentes, pero pueden causar problemas de salud a largo plazo. Por lo general, suceden dentro de las seis semanas de haberse vacunado.
La vacunación se inició el martes 29 de diciembre de 2020, luego de recibir un suministro de 300 000 dosis, que fueron destinadas al personal de salud. Hacia principios de agosto de 2021 había seis vacunas en uso en territorio argentino producidas por el Instituto Gamaleya (Gam-COVID-Vac o Sputnik V), el laboratorio argentino mAbxience y el mexicano Liomont en asociación con AstraZeneca y la Universidad de Oxford (AZD1222), el Instituto Suero de India en asociación con AstraZeneca y la Universidad de Oxford (Covishield o AZD1222), la empresa surcoreana AstraZeneca-SK Bioscience (AZ-SKBio), la empresa farmacéutica Sinopharm (BBIBP-CorV) y el laboratorio CanSino Biologics (Ad5-nCoV (Covidencia)).
Hacia el 29 de octubre de 2021, 34 640 814 personas habían recibido una dosis, representando el 76,34 % de la población total del país, superando la meta original de vacunar a 22/23 millones de personas. Por otra parte 26 327 324 personas, el 58,02 % de la población total, recibieron dos dosis.